# Stammliste des Hauses Hamilton
Stammliste des Hauses Hamilton.

## Stammliste

Stammwappen der Hamiltons

1. Sir William († um 1189), Sohn des Robert de Beaumont, 3. Earl of Leicester († 1190), ⚭ Ann Lumsden; → Vorfahren siehe Beaumont (Adelsgeschlecht)
  1. Sir Gilbert, ⚭ Isabelle Randolph
    1. Sir Walter fitz Gilbert of Cadzow, genannt „de Hameldone“ (um 1250–vor 1336), ⚭ I) Helen, ⚭ II) Mary Gordon; → Nachfahren, siehe unten: Hamiltons of Cadzow

### Hamiltons of Cadzow
1. Sir Walter fitz Gilbert of Cadzow, genannt „de Hameldone“ (um 1250–vor 1336), ⚭ I) Helen, ⚭ II) Mary Gordon; → Vorfahren, siehe oben: Stammliste
  1. II) David fitz Walter of Cadzow (um 1310–1374/1378), ⚭ Margaret Leslie
    1. Sir David Hamilton of Cadzow (um 1333–1392), ⚭ Janet Keith
      1. Elizabeth Hamilton, ⚭ Alexander Fraser of Philorth († 1411)
      2. Sir John Hamilton of Cadzow (vor 1370–um 1402), ⚭ Janet Douglas
        1. Sir James Hamilton of Cadzow († vor 1441), ⚭ Janet Livingston
          1. Mary Hamilton
          2. Agnes Hamilton
          3. Elizabeth Hamilton
          4. James Hamilton, 1. Lord Hamilton (um 1415–1479), ⚭ I) Lady Eupheme Graham, ⚭ II) Mary Stewart von Schottland, ⚯ III) Janet Calderwood
            1. I) Elizabeth Hamilton (1443–1517), ⚭ I) David Lindsay, 1. Duke of Montrose, ⚭ II) John Forrester
            2. II) Hon. Elizabeth Hamilton (1474–1531), ⚭ Matthew Stewart, 2. Earl of Lennox (um 1470–1513)
            3. II) Hon. Robert Hamilton, Seigneur d’Aubigny (1480–1543)
            4. II) James Hamilton, 1. Earl of Arran (1475–1529), ⚭ I) Elizabeth Home, ⚯ II) Beatrix Drummond, ⚭ III) Janet Bethune; → Nachfahren, siehe unten: Hamiltons of Arran
            5. III) John Hamilton, 1. Laird of Broomhill (vor 1473–um 1550), ⚭ Elizabeth Hamilton; → Nachfahren, siehe unten: Hamiltons of Broomhill
            6. III) Sir Patrick Hamilton of Kincavil (vor 1473–1520), ⚭ Catherine Stewart
              1. Sir James Hamilton of Kincavil
              2. Patrick Hamilton (1504–1528), protestantischer Theologe und Märtyrer

            7. III) David Hamilton (vor 1473–1523)

          5. Alexander Hamilton of Silvertonhill (* nach 1415); → Nachfahren, siehe unten: Hamiltons of Silvertonhill
          6. John Hamilton (nach 1416–vor 1455)
            1. William Hamilton (* nach 1432)
            2. Robert Hamilton (* nach 1433)

          7. Gavin Hamilton (um 1440–vor 1493), ⚭ Jean Muirhead
            1. Thomas Hamilton
            2. Archibald Hamilton
            3. John Hamilton of Orbiston, ⚭ Jean Hamilton; → Nachfahren, siehe unten: Hamiltons of Orbiston
            4. Gavin Hamilton of Haggs, ⚭ Janet Pettigrew; → Nachfahren, siehe unten: Hamiltons of Haggs

        2. Mary Hamilton, ⚭ Sir William Keith († 1444)
        3. Walter Hamilton of Darngaber, ⚭ Helen Douglas
          1. James Hamilton of Raploch; → Nachfahren, siehe unten: Hamiltons of Raploch
          2. Thomas Hamilton of Torrance

        4. Thomas Hamilton of Darngaber, ⚭ Elizabeth Douglas
          1. Allan Hamilton († um 1470)
            1. Allan Hamilton of Fairholm († 1530); → Nachfahren siehe unten: Hamiltons of Fairholm

        5. David Hamilton (* um 1413)
          1. John Hamilton of Dalserf († nach 1460); → Nachfahren siehe unten: Hamiltons of Dalserf

        6. Mary Hamilton ⚭ Sir William Keith († 1444), Marischal of Scotland

    2. Sir John Hamilton of Fingalton (um 1337–um 1402), ⚭ N.N. Keith
      1. Sir John Hamilton of the Ross, ⚭ I) Jane Lyddell of Preston, ⚭ II) Anna Seton
        1. I) Sir James Hamilton of Fingalton and Preston, ⚭ Agnes Hamilton; → Nachfahren siehe unten: Hamiltons of Preston
        2. John Hamilton

      2. Walter de Hamilton

    3. Walter Hamilton
      1. David Hamilton of Cambuskeith († um 1436); → Nachfahren siehe unten: Hamiltons of Cambuskeith

  2. John fitz Walter of Ballencrieff († nach 1384), ⚭ Elizabeth Stewart
    1. Sir Alexander Hamilton of Ballencrieff and Innerwick († nach 1389), ⚭ Elizabeth Stewart; → Nachfahren siehe unten: Hamiltons of Innerwick

#### Hamiltons of Arran

Wappen der Hamiltons of Arran

1. James Hamilton, 1. Earl of Arran (1475–1529), ⚭ I) Elizabeth Home, ⚯ II) Beatrix Drummond, ⚭ III) Janet Bethune; → Vorfahren, siehe oben: Hamiltons of Cadzow
  1. Sir James Hamilton of Finnart, ⚭ Margaret Livingston of Easter Wemyss
    1. Grizel Hamilton, ⚭ Andrew Leslie, 5. Earl of Rothes († 1611)
    2. Agnes Hamilton
    3. James Hamilton of Crawfordjohn

  2. Jean Hamilton, ⚭ John Hamilton († 1568)
  3. Elizabeth Hamilton (1491–1528), ⚭ Robert Sempill, Master of Sempill († 1569)
  4. II) Margaret Hamilton (* vor 1505), ⚭ Andrew Stewart, 1. Lord Stewart of Ochiltree († 1548)
  5. II) Sir John Hamilton (* vor 1512), ⚭ Janet Home
    1. Margaret Hamilton, ⚭ I) James Johnstone of Johnstone († vor 1552), ⚭ II) David Douglas, 7. Earl of Angus († 1557), ⚭ III) Sir Patrick Whitelaw of that Ilk († vor 1571)

  6. III) Lady Helen Hamilton, ⚭ Archibald Campbell, 4. Earl of Argyll († 1558)
  7. III) James Hamilton, 2. Earl of Arran (1515–1575), ⚭ Lady Margaret Douglas
    1. Lady Anne Hamilton, ⚭ George Gordon, 5. Earl of Huntly († 1576)
    2. Lady Jean Hamilton († 1596), ⚭ Hugh Montgomerie, 3. Earl of Eglinton († 1585)
    3. Lady Barbara Hamilton, ⚭ James Fleming, 4. Lord Fleming († 1558)
    4. James Hamilton, 3. Earl of Arran (1532–1609)
    5. Hon. Gawain Hamilton († 1547)
    6. John Hamilton, 1. Marquess of Hamilton (um 1535–1604), ⚭ Margaret Lyon
      1. Lady Jean Hamilton, ⚭ Sir Humphrey Colquhoun of Luss
      2. Lady Margaret Hamilton († 1606), ⚭ John Maxwell, 8. Lord Maxwell († 1613)
      3. Hon. Edward Hamilton (* vor 1589)
      4. James Hamilton, 2. Marquess of Hamilton (1589–1625), ⚭ I) Lady Anne Cuninghame, ⚯ II) Anne Stewart
        1. I) Lady Anne Hamilton († 1632), ⚭ Hugh Montgomerie, 7. Earl of Eglinton († 1669)
        2. I) Lady Margaret Hamilton (* nach 1605/vor 1625), ⚭ John Lindsay, 17. Earl of Crawford († 1678)
        3. I) Lady Mary Hamilton († 1633), ⚭ James Douglas, 2. Earl of Queensberry († 1671)
        4. I) James Hamilton, 1. Duke of Hamilton (1606–1649), ⚭ I) Lady Margaret Feilding, ⚯ II) Jean Wemyss
          1. I) Charles Hamilton, Earl of Arran (um 1630–1640)
          2. I) Anne Hamilton, 3. Duchess of Hamilton (1632–1716), ⚭ William Douglas, 1. Earl of Selkirk (1634–1694); → Nachfahren, siehe Familie Douglas-Hamilton
          3. I) Lady Susannah Hamilton (vor 1638–1694), ⚭ John Kennedy, 7. Earl of Cassillis († 1701)
          4. II) Marion Hamilton (* 1638), ⚭ Sir Thomas Hay, 1. Baronet († 1666/67)

        5. I) William Hamilton, 2. Duke of Hamilton (1616–1651), ⚭ Lady Elizabeth Maxwell
          1. Lady Anne Hamilton († 1695), ⚭ Robert Carnegie, 3. Earl of Southesk († 1687/88)
          2. Lady Elizabeth Hamilton († nach 1679), ⚭ Sir David Cuningham, 4. Baronet († nach 1705)
          3. Lady Mary Hamilton (* nach 1641), ⚭ I) Alexander Livingston, 2. Earl of Callendar († 1685), ⚭ II) Sir James Livingston, 1. Baronet († vor 1703), ⚭ III) James Ogilvy, 3. Earl of Findlater († 1711)
          4. Lady Margaret Hamilton († vor 1715), ⚭ William Blair of Blair
          5. James Hamilton, Lord Polmont († 1647/48)

        6. II) Margaret Hamilton (vor 1625–1695/96), ⚭ John Hamilton, 1. Lord Belhaven and Stenton (vor 1624–1679)

      5. Sir John Hamilton of Letterick (vor 1586–1638), ⚭ Jean Campbell
        1. Catherine Hamilton, ⚭ Sir James Drummond of Machany
        2. John Hamilton, 1. Lord Bargeny († 1658), ⚭ Lady Jean Douglas; → Nachfahren siehe unten: Hamiltons of Bargeny

    7. Hon. David Hamilton (* um 1544)
    8. Claud Hamilton, 1. Lord Paisley (1546–1621), ⚭ Margaret Seton
      1. James Hamilton, 1. Earl of Abercorn (1575–1618), ⚭ Marion Boyd; → Nachfahren siehe unten: Hamiltons of Abercorn
      2. Sir John Hamilton (nach 1576–vor 1604), ⚭ Johanna Everard
        1. Margaret Hamilton († nach 1629), ⚭ Sir Archibald Acheson, 1. Baronet († 1634)

      3. Sir Claud Hamilton († 1614), ⚭ Janet Hamilton
        1. Claud Hamilton
        2. James Hamilton
        3. George Hamilton
        4. Margaret Hamilton, ⚭ I) Sir John Stewart, ⚭ II) Sir John Seton of Gargunnock
        5. Grizel Hamilton, ⚭ Sir William Baillie of Lamington
        6. Janet Hamilton
        7. Sir William Hamilton (um 1604–1662), ⚭ I) Elizabeth Johnston, ⚭ II) Beatrix Campbell
          1. I) Sir James Hamilton († 1696), ⚭ Mary Jacob
            1. William Hamilton († nach 1700/vor 1705)
            2. John Hamilton

          2. I) William Hamilton, ⚭ Mary Walkingshaw
          3. I) Sarah Hamilton, ⚭ John Hamilton
            1. N.N. Hamilton, ⚭ Catherine Leslie
              1. Sir John Hamilton, 1. Baronet (of Dunamana) (um 1740–1802), ⚭ Sarah Hamilton
                1. Sir John Hamilton, 2. Baronet (of Dunamana) († 1818)

          4. I) Margaret Hamilton, ⚭ Walter Innes of Ortoun
          5. II) Claud Hamilton († nach 1692/vor 1695), ⚭ Isabella
            1. William Hamilton († nach 1739/vor 1747)
              1. Claud Hamilton
                1. Letitia Hamilton († 1823), ⚭ Hon. Arthur Cole-Hamilton

            2. Claud Hamilton († nach 1736/vor 1737)
              1. John Hamilton, ⚭ Eleanor Stewart
                1. Eleanora Hamilton, ⚭ Christopher Pemberton
                2. Lt.-Gen. Sir John Hamilton, 1. Baronet (of Woodbrook) (1755–1835), ⚭ Emily Monck
                  1. Sir James Hamilton, 2. Baronet (of Woodbrook) (1802–1876), ⚭ Mariana Cockburn
                  2. Harriet Hamilton (um 1805–1884), ⚭ Sheffield Grace

          6. II) Archibald Hamilton
          7. II) Elizabeth Hamilton (* 1650)

        8. Alexander Hamilton (* nach 1605)
        9. Robert Hamilton (nach 1606–vor 1657)
          1. Claud Hamilton († nach 1663)
          2. Alexander Hamilton († nach 1663)

      4. Sir George Hamilton (nach 1577–vor 1657), ⚭ Isobel Leslie
        1. James Hamilton († vor 1659)

      5. Margaret Hamilton (1577–1577)
      6. Sir Frederick Hamilton († 1646), ⚭ Sidney Vaughan
        1. Christiana Hamilton († nach 1700), ⚭ General Sir George Munro of Newmore and Culrain († 1690)
        2. Frederick Hamilton (vor 1628–1646)
        3. James Hamilton (vor 1632–1652), ⚭ Hon. Catherine Hamilton
          1. Sidney Hamilton (1648–1685/86), ⚭ Sir John Hume, 2. Baronet († 1695)
          2. Hannah Hamilton (1651–1733), ⚭ Sir William Gore, 3. Baronet († 1705)

        4. Lt.-Gen. Gustavus Hamilton, 1. Viscount Boyne (vor 1642–1723), ⚭ Elizabeth Brooke; → Nachfahren siehe unten: Hamiltons of Boyne

      7. Hon. Margaret Hamilton (um 1585–1623), ⚭ William Douglas, 1. Marquess of Douglas (1589–1660)
      8. Henry Hamilton (1585–1585)
      9. Alexander Hamilton (1587–1587)

  8. III) Lady Janet Hamilton (1517–1574), ⚭ Alexander Cuninghame, 5. Earl of Glencairn († 1574)
  9. John Hamilton (1511–1571), Erzbischof von. St Andrews

##### Hamiltons of Bargeny
1. John Hamilton, 1. Lord Bargeny († 1658), ⚭ Lady Jean Douglas; → Vorfahren siehe oben: Hamiltons of Arran
  1. Hon. Margaret Hamilton, ⚭ I) Sir John Kennedy, ⚭ II) Sir David Ogilvy of Clova
  2. John Hamilton, 2. Lord Bargeny († 1693), ⚭ I) Lady Margaret Cuninghame, ⚭ II) Lady Alice Moore
    1. I) John Hamilton, Master of Bargeny († 1690), ⚭ Jean Sinclair
      1. Johanna Hamilton, ⚭ Sir Robert Dalrymple († 1734)

    2. I) William Hamilton, 3. Lord Bargeny († 1712), ⚭ I) Mary Primrose, ⚭ II) Margaret Dundas
      1. I) Hon. Grizel Hamilton, ⚭ Thomas Buchan of Cairnbulg († 1761)
      2. II) James Hamilton, 4. Lord Bargeny (1710–1736)

  3. Ana Hamilton († 1669), ⚭ Sir Patrick Houston, 1. Baronet († 1696)

##### Hamiltons of Abercorn
1. James Hamilton, 1. Earl of Abercorn (1575–1618), ⚭ Marion Boyd; → Vorfahren siehe oben: Hamiltons of Arran
  1. Lady Anne Hamilton (1592–1620), ⚭ Hugh Sempill, 5. Lord Sempill († 1639)
  2. Lady Margaret Hamilton (nach 1592–1642), ⚭ Sir William Cuninghame of Caprington
  3. Lady Isobel Hamilton (nach 1593–nach 1620)
  4. James Hamilton, 2. Earl of Abercorn (um 1604–um 1670), ⚭ Katherine Clifton, 2. Baroness Clifton (um 1592–1637)
    1. James Hamilton, Lord Paisley († vor 1670)
      1. Catharine Hamilton (um 1653–1723), ⚭ I) William Lenthall of Burford Priory († 1686), ⚭ II) Charles Hamilton, 5. Earl of Abercorn († 1701)

    2. Colonel William Hamilton († vor 1670)
    3. George Hamilton, 3. Earl of Abercorn (um 1636–vor 1683)

  5. Hon. Sir William Hamilton, 1. Baronet (of Westport) (um 1605–1681), ⚭ Jean Colquhoun
  6. Claud Hamilton, 2. Baron Hamilton of Strabane (um 1606–1638), ⚭ Lady Jean Gordon († nach 1668)
    1. Hon. Catherine Hamilton (1623–1670/71), ⚭ I) James Hamilton († 1652), ⚭ II) Owen Wynne of Lurganboy, ⚭ III) John Bingham of Castlebar
    2. Hon. Cecilia Hamilton (* nach 1623), ⚭ Richard Perkins of Lifford
    3. James Hamilton, 3. Baron Hamilton of Strabane (1633–1655)
    4. George Hamilton, 4. Baron Hamilton of Strabane (1637–1668), ⚭ Elizabeth Fagan († 1684)
      1. Claud Hamilton, 4. Earl of Abercorn (1659–1691)
      2. Hon. Anne Hamilton (um 1662–1680), ⚭ Sir John Browne, 3. Baronet († 1712)
      3. Charles Hamilton, 5. Earl of Abercorn († 1701), ⚭ Catharine Hamilton
        1. Lady Catherine Hamilton († 1699)

      4. Hon. Mary Hamilton (* um 1668), ⚭ Gerald Dillon

  7. Hon. Sir George Hamilton, 1. Baronet (of Dunalong) (um 1607–1679), ⚭ Lady Mary Butler
    1. Colonel James Hamilton (um 1620–1673), ⚭ Elizabeth Colepeper
      1. James Hamilton, 6. Earl of Abercorn (um 1661–1734), ⚭ Hon. Elizabeth Reading
        1. Lady Mary Hamilton, ⚭ Henry Colley of Castle Carbery
        2. Lady Jane Hamilton († 1753), ⚭ Captain Hon. Archibald Hamilton († 1754)
        3. Lady Elizabeth Hamilton, ⚭ I) William Brownlow of Lurgan, ⚭ II) Martin Comte de Kearnie
        4. Lady Phillippa Hamilton († 1767), ⚭ I) Benjamin Pratt, ⚭ II) Michael O’Connell
        5. Jane Hamilton
        6. James Hamilton, 7. Earl of Abercorn (1685–1744), ⚭ Anne Plumer
          1. James Hamilton, 8. Earl of Abercorn (1712–1789)
          2. Captain Hon. John Hamilton (um 1714–1755), ⚭ Harriet Craggs
            1. Anne Hamilton († 1764)
            2. John Hamilton, 1. Marquess of Abercorn (1756–1818), ⚭ I) Catherine Copley, ⚭ II) Lady Cecil Hamilton, ⚭ III), ⚯ IV) Frances Hawkins
              1. I) Lady Harriet Hamilton (um 1782–1803)
              2. I) Katherine Hamilton (1782–1783)
              3. I) Lady Catherine Hamilton (1784–1812), ⚭ George Gordon, 4. Earl of Aberdeen (1784–1860)
              4. I) Lady Maria Hamilton (1785–1814)
              5. I) James Hamilton, Viscount Hamilton (1786–1814), ⚭ Harriet Douglas
                1. James Hamilton, 1. Duke of Abercorn (1811–1885), ⚭ Lady Louisa Russell
                  1. Lady Harriett Hamilton (1834–1913), ⚭ Thomas Anson, 2. Earl of Lichfield (1825–1892)
                  2. Lady Beatrix Hamilton (1835–1871), ⚭ George Lambton, 2. Earl of Durham (1828–1879)
                  3. Lady Louisa Hamilton (1836–1912), ⚭ William Scott, 6. Duke of Buccleuch (1831–1914)
                  4. James Hamilton, 2. Duke of Abercorn (1838–1913), ⚭ Lady Mary Curzon
                    1. James Hamilton, 3. Duke of Abercorn (1869–1953), ⚭ Lady Rosaline Cecilia Caroline Bingham
                      1. Lady Rhodesia Hamilton (1896–1984), ⚭ I) Major Robert Kenyon-Slaney, ⚭ II) Lt.-Col. Sir John Gilmour, 2. Baronet († 1977)
                      2. Lady Cynthia Elinor Beatrix Hamilton (1897–1972), ⚭ Albert Spencer, 7. Earl Spencer (1892–1975)
                      3. Lady Katharine Hamilton (1900–1985), ⚭ Lt.-Col. Sir Reginald Seymour
                      4. James Hamilton, 4. Duke of Abercorn (1904–1979), ⚭ Lady Mary Crichton
                        1. Lady Moyra Hamilton (* 1930), ⚭ Commander Peter Campbell-Grove
                        2. James Hamilton, 5. Duke of Abercorn (* 1934), ⚭ Alexandra Phillips
                          1. James Hamilton, Marquess of Hamilton (* 1969), ⚭ Tanya Nation
                            1. James Hamilton, Viscount of Strabane (* 2005)
                            2. Lord Claud Hamilton (* 2007)

                          2. Lady Sophia Hamilton (* 1973), ⚭ Anthony Loyd
                          3. Lord Nicholas Hamilton (* 1979), ⚭ Tatiana Kronberg

                        3. Lord Claud Hamilton (* 1939), ⚭ Catherine Janet Faulkner
                          1. Anna Hamilton (* 1983)
                          2. Alexander Hamilton (* 1987)

                      5. Captain Lord Claud Hamilton (1907–1968), ⚭ Genesta Heath

                    2. Lord Claud Hamilton (1871–1871)
                    3. Lord Charles Hamilton (1874–1874)
                    4. Lady Alexandra Hamilton (1876–1918)
                    5. Lord Claud Hamilton (1878–1878)
                    6. Lady Gladys Hamilton (1880–1917), ⚭ Ralph Forward-Howard, 7. Earl of Wicklow (1877–1946)
                    7. Captain Lord Arthur Hamilton (1883–1914)
                    8. Captain Lord Sir Claud Hamilton (1889–1975), ⚭ Violet Ashton

                  5. Lady Katherine Hamilton (1840–1874), ⚭ William Edgcumbe, 4. Earl of Mount Edgcumbe (1833–1917)
                  6. Lady Georgiana Hamilton (1841–1913), ⚭ Edward Turnour, 5. Earl Winterton (1837–1907)
                  7. Lord Claud Hamilton (1843–1925), ⚭ Carolina Chandos-Pole
                    1. Colonel Gilbert Hamilton (1879–1943), ⚭ I) Enid Elgar, ⚭ II) Mary Blair
                    2. Ida Hamilton (1883–1970), ⚭ Hugh Flower

                  8. Lord Sir George Francis Hamilton (1845–1927), Erster Lord der Admiralität, ⚭ Lady Maud Caroline Lascelles
                    1. Ronald Hamilton (1872–1958), ⚭ Florence Marguerite Hanna
                      1. Maud Hamilton (* 1917), ⚭ Squadron-Leader Manfred Graf Czernin von und zu Chudenitz (1913–1962)

                    2. Major Anthony Hamilton (1874–1936)
                    3. Vice-Admiral Robert Hamilton (1882–1947), ⚭ Edith Paley

                  9. Lady Albertha Hamilton (1847–1932), ⚭ George Spencer-Churchill, 8. Duke of Marlborough (1844–1892)
                  10. Lord Ronald Hamilton (1849–1867)
                  11. Lady Maud Hamilton (1850–1932), ⚭ Henry Petty-FitzMaurice, 5. Marquess of Lansdowne (1845–1927)
                  12. Lord Cosmo Hamilton (1853–1853)
                  13. Lord Frederick Spencer Hamilton (1856–1928)
                  14. Lord Ernest Hamilton (1858–1939), ⚭ Pamela Campbell
                    1. Guy Hamilton (1894–1914)
                    2. Mary Hamilton (1897–1985), ⚭ Alphonse de Chimay, Prince de Chimay (1899–1973)
                    3. Jean Hamilton (1898–1989), ⚭ I) Jean Hamilton, ⚭ II) Prudence Haggie
                    4. John Hamilton (1900–1967), ⚭ Alexandra Egerton

                2. Lady Harriet Hamilton (1812–1884), ⚭ Admiral William Baillie-Hamilton (1803–1881)
                3. Lord Claud Hamilton (1813–1884), ⚭ Lady Elizabeth Proby
                  1. Louisa Hamilton (1845–1940), ⚭ John Tyndall
                  2. Emma Hamilton (1847–1924)
                  3. Mary Hamilton († 1939)
                  4. Colonel Douglas Proby (1856–1931), ⚭ Lady Margaret Hutchinson
                    1. Granville Proby (1883–1947)
                    2. Claud Proby (1885–1901)
                    3. Major Sir Richard Proby, 1. Baronet (of Elton Hall) (1886–1979), ⚭ Betty Murray
                      1. Sir Peter Proby, 2. Baronet (of Elton Hall) (1911–2002), ⚭ Blanche Cripps
                        1. Sarah Proby (* 1945), ⚭ Peter Mills
                        2. John Proby (1946–1971)
                        3. Sir William Proby, 3. Baronet (of Elton Hall) (* 1949), ⚭ Meredyth Brentnall
                          1. Alexandra Proby (* 1980), ⚭ Hon. Alexander Aitken
                          2. Alice Proby (* 1982)
                          3. Frances Proby (* 1986)
                          4. Isabella Hamilton Proby (* 1991)

                        4. Charlotte Proby (* 1957), ⚭ Stephen Hay
                        5. Christine Proby (* 1957), ⚭ Christopher Dobbs

                      2. Mary Proby (1913–1982), ⚭ William Fletcher-Vane, 1. Baron Inglewood (1909–1989)
                      3. Captain Claud Proby (1917–1987), ⚭ Patricia Pearce
                        1. Caroline Proby (* 1943), ⚭ I) Anthony Brand, 6. Viscount Hampden (1937–2008), ⚭ II) Christopher Bird
                        2. Patrick James Proby (1944–2004)
                        3. Joanna Proby (* 1946), ⚭ Edward Woods
                        4. Jocelyn Proby (* 1950), ⚭ Donald Retson

                      4. Margaret Proby (* 1920), ⚭ Jack Cripps
                      5. Richard Proby (1923–1958)
                      6. Patience Proby (* 1923), ⚭ Sir John Moberly

                    4. Betty Proby (1889–1978), ⚭ Lt.-Col. Sir Henry Lowry-Corry
                    5. Jocelyn Proby (* 1900), ⚭ Elisabeth Kerr
                      1. Miranda Proby (* 1937), ⚭ Roger Brown
                      2. Allen Proby (* 1942), ⚭ Gloria Hughes

              6. I) Hon. Claud Hamilton (1787–1808)
              7. II) Hon. Cecil Hamilton (1795–1860), ⚭ William Howard, 4. Earl of Wicklow (1788–1869)
              8. IV) Arthur FitzJames (* 1799)

          3. William Hamilton (* um 1716)
          4. Lady Anne Hamilton (1715–1792), ⚭ Sir Henry Mackworth, 1. Baronet
          5. Rev. Hon. George Hamilton (1718–1787), ⚭ Elizabeth Onslow
            1. George Hamilton († 1782)
            2. Anne Hamilton (1755–1795), ⚭ Rt. Rev. Folliot Herbert Walker Cornewall
            3. Mary Hamilton (* 1756)
            4. Harriot Hamilton (1760–1788)
            5. Catherine Hamilton (* 1763)
            6. Elizabeth Hamilton (1765–1843)
            7. Rachel Hamilton (* 1766)
            8. Jane Hamilton (1768–1831), ⚭ I) William Plumer, ⚭ II) Richard Lewin, ⚭ III) Robert Plumer-Ward
            9. Lady Cecil Hamilton (1770–1819), ⚭ I) John Hamilton, 1. Marquess of Abercorn, ⚭ II) Captain Sir Joseph Copley, 3. Baronet
            10. Isabella Hamilton (* 1772), ⚭ Lord George Seymour (1763–1848)

          6. Plumer Hamilton (* 1719/20)
          7. Hon. Lt. William Hamilton (1721–1744)
          8. Lady N.N. Hamilton (* 1736)

        7. Robert Hamilton (1687–um 1688)
        8. Robert Hamilton (1687–1687)
        9. Hon. John Hamilton (um 1694–1714)
        10. George Hamilton (* nach 1694)
        11. Hon. George Hamilton († 1775), ⚭ Bridget Coward
          1. Elizabeth Hamilton, ⚭ I) John Cameron of Glenkindy, ⚭ II) N.N. Comte de Fay
          2. Bridget Hamilton († 1789), ⚭ Reverend Thomas Finney
          3. Harriot Hamilton († 1787), ⚭ Reverend William Peter
          4. Frances Hamilton († 1752), ⚭ William Tooker
          5. Charlotte Hamilton
          6. Rachel Hamilton, ⚭ Reverend Neville Walter
          7. George Hamilton (* 1721)
          8. Maria Hamilton (1725–1798), ⚭ I) Francis Marsh, ⚭ II) William Beckford
          9. John Hamilton (1726–1756)
          10. Colonel William Hamilton (1726–1793)
          11. James Hamilton (nach 1727–1779)

        12. Hon. Francis Hamilton (1700–1746), ⚭ Dorothy Forth of Redwood
          1. James Hamilton
          2. Frances Hamilton

        13. Hon. William Hamilton (1703–1721)
        14. Hon. Charles Hamilton of Cobham and Painshill (1704–1786), ⚭ Agnes Cockburn
          1. Jane Hamilton, ⚭ Edward Moore
          2. Agnes Hamilton (1764–um 1764)

      2. Colonel George Hamilton (nach 1661–1692)
      3. William Hamilton of Chilston Park (nach 1662–um 1737), ⚭ Margaret Colepeper
        1. John Hamilton of Chilston Park, ⚭ Mary Wright
          1. William Hamilton
          2. Captain Sir John Hamilton, 1. Baronet (of Marlborough House) (1726–1784), ⚭ Cassandra Chamberlayne
            1. Admiral Sir Charles Hamilton, 2. Baronet (of Marlborough House) (1767–1849), ⚭ Henrietta Drummond
              1. Colonel Sir Charles Hamilton, 3. Baronet (of Marlborough House) (1810–1892), ⚭ Catherine Wynne

            2. Admiral Sir Edward Joseph Hamilton, 1. Baronet (of Trebinshun House) (1772–1851), ⚭ Frances Macnamara
              1. Frances Hamilton († 1833), ⚭ Wilhelm Heinrich Freiherr von Donop
              2. Agnes Hamilton († 1874), ⚭ Richard Jennings of Gellideg
              3. John Hamilton (1808–1847), ⚭ Favoretta Corbett
                1. Agnes Hamilton († 1907), ⚭ Lt.-Cdr. Hugh Massy
                2. Hermione Hamilton († 1869), ⚭ Walter Lacey Rogers of Rainscombe
                3. Favoretta Hamilton († 1932), ⚭ Albert de Steiger of Sutton
                4. Sir Edward Hamilton, 4. Baronet (of Marlborough House) (1843–1915), ⚭ Mary Gill
                  1. Sir Archibald Hamilton, 5. Baronet (of Marlborough House) (1876–1939), ⚭ (1) Olga FitzGeorge, ⚭ (2) Algorta Child, ⚭ (3) Lilian Austen
                    1. (1) Flight-Lieutenant George FitzGeorge-Hamilton (1898–1918)

                  2. Sir Sydney Hamilton, 6. Baronet (of Marlborough House) (1881–1966), ⚭ Bertha King
                    1. Favoretta Hamilton († 1991), ⚭ Wing-Commander Roy Kingsford
                    2. Sir Edward Hamilton, 7. Baronet (of Marlborough House) (1925–2008)

              4. Arthur Hamilton (1810–1836)

        2. George Hamilton (1695–1757), ⚭ Marie Marguerite Baronesse de Vasserot
          1. Marie Hamilton (1724–1753), ⚭ Jean Louis Sales (1720–1794)
          2. Margaret/Marguerite Hamilton (1727, † nach 1794)
          3. Jacob Hamilton (1733, † vor 1769)
          4. Col. Edward/Edouard Hamilton (1734–1817)

        3. Thomas Hamilton
        4. William Hamilton
        5. Elizabeth Hamilton, ⚭ Edwin Stede of Stedehill

    2. Sir George Hamilton, Comte Hamilton († 1675/76), ⚭ Frances Jenyns
      1. Elizabeth Hamilton († 1724), ⚭ Richard Parsons, 1. Viscount Rosse († 1702/03)
      2. Frances Hamilton († 1751), ⚭ I) Henry Dillon, 8. Viscount Dillon († 1713/14), ⚭ II) Sir John Bellew, 2. Baronet († 1720)
      3. Mary Hamilton (vor 1676–1735/36), ⚭ Nicholas Barnewall, 3. Viscount Barnewall († 1725)

    3. Elizabeth Hamilton (1640–1708), ⚭ Philibert de Gramont, Comte de Gramont (1621–1707)
    4. Lt.-Gen. Anthony Hamilton, Comte Hamilton (um 1645–1720)
    5. Captain Thomas Hamilton (* nach 1645)
    6. Lt.-Gen. Richard Hamilton (nach 1646–1717)
    7. Maj.-Gen. John Hamilton (nach 1647–nach 1691), ⚭ Elizabeth M'Can
      1. Margaret Hamilton, ⚭ François de Marmier, Comte de Marmier

    8. Lucia Hamilton (nach 1648–1676), ⚭ Sir Donough O’Brien, 1. Baronet (1642–1717)
    9. Margaret Hamilton (nach 1649–um 1733), ⚭ Matthew Forde

  8. Sir Alexander Hamilton of Holborn (nach 1607–vor 1670), ⚭ Elizabeth Bedingfield
    1. Catherine Hamilton (1628–1685), Nonne
    2. Lucy Hamilton (1640–1693), Nonne
    3. Anne Hamilton (1646–1710), Nonne
    4. Jakob von Hamilton, Reichsgraf zu Neuburg (1642–1717), ⚭ I) Maria Sophia Freiin von Weichs († 1698), ⚭ I) Maria Franziska Gräfin von Rindsmaul († 1719); → Nachfahren siehe unten: Grafen von Hamilton

  9. Lady Lucy Hamilton (* vor 1618)

###### Grafen von Hamilton
1. Jakob von Hamilton, Reichsgraf zu Neuburg (1642–1717), ⚭ I) Maria Sophia Freiin von Weichs († 1698), ⚭ I) Maria Franziska Gräfin von Rindsmaul († 1719), ⚭ Elizabeth Brooke; → Vorfahren siehe oben: Hamiltons of Abercorn
  1. Johann Andreas von Hamilton (1679–1738), kaiserlicher General
  2. Julius Franz Xaver Leopold von Hamilton (1685–1759), kaiserlicher Kämmerer, ⚭ I) Maria Ernestina Gräfin von Starhemberg-Wildberg (1698–1724), ⚭ II) Maria Helena von Starhemberg-Schaunberg (1695–1727), ⚭ III) Maria Josepha Gräfin von Rottal († 1763)
    1. I) Franz von Hamilton (1713–1720)
    2. I) Franziska von Hamilton (1713–nach 1783),
    3. I) Maximilian von Hamilton (1714–1776), Bischof von Olmütz
    4. I) Nikolaus von Hamilton (1715–1765), ⚭ Maria Anna Gräfin von Sinzendorf (1721–1783/84)
    5. I) Eleonora Anna von Hamilton (1717–1789), ⚭ Giovanni Maria Doria
    6. I) Franz Joseph (1720–1724),
    7. I) Anton Johann von Hamilton (1722–1776), kaiserlicher Feldmarschallleutnant
    8. I) Guido von Hamilton († nach 1724/vor 1747)
    9. I) Maria Walpurge von Hamilton (1724–1789), ⚭ Ladislaus Graf Kollonitz von Kollograd (1705–1780)
    10. III) Maria Karolina von Hamilton (1736–1792), ⚭ Karl Ferdinand Graf Caretto-Cavriani di Millesimo (1726–1778)

  3. Maria Eleonora von Hamilton († vor 1717), ⚭ Peter Franz Graf Kokorzovec († 1720)
  4. Maria Anna von Hamilton († 1744)
  5. Maria Franziska von Hamilton (* um 1710–1793)

##### Hamiltons of Boyne
1. Lt.-Gen. Gustavus Hamilton, 1. Viscount Boyne (vor 1642–1723), ⚭ Elizabeth Brooke; → Vorfahren siehe oben: Hamiltons of Arran
  1. Hon. Frederick Hamilton († 1715), ⚭ Sophia Hamilton
    1. Gustavus Hamilton, 2. Viscount Boyne (1710–1746)

  2. Hon. Gustavus Hamilton († 1733/34), ⚭ Hon. Dorothea Bellew
    1. Reverend Gustavus Hamilton
      1. Maria Hamilton († 1808), ⚭ Sir George Dunbar, 4. Baronet († 1799)

    2. Caroline Hamilton, ⚭ Edward Lovibond
    3. Frederick Hamilton, 3. Viscount Boyne (1718–1772), ⚭ Bridget Mooney
      1. Sarah Hamilton, ⚭ Sir John Hamilton, 1. Baronet (of Dunamana) (um 1740–1802)
      2. Frederick Hamilton (1751–1803), ⚭ Delphina Smyth

    4. Richard Hamilton, 4. Viscount Boyne (1724–1789), ⚭ Georgiana Bury
      1. Hon. Sophia Hamilton, ⚭ William Lowe
      2. Gustavus Hamilton, 5. Viscount Boyne (1749–1816), ⚭ Martha Somerville
        1. Gustavus Hamilton, 6. Viscount Boyne (1777–1855), ⚭ Harriet Baugh
          1. Gustavus Hamilton-Russell, 7. Viscount Boyne (1797–1872), ⚭ Emma Russell
            1. Gustavus Hamilton-Russell, 8. Viscount Boyne (1830–1907), ⚭ Lady Katherine Scott
              1. Louisa Hamilton-Russell (1861–1861)
              2. Emma Hamilton-Russell (vor 1861–1861)
              3. Gustavus Hamilton-Russell (1861–1862)
              4. Hon. Alice Hamilton-Russell (um 1863–1959), ⚭ Wyndham St. John-Mildmay
              5. Gustavus Hamilton-Russell, 9. Viscount Boyne (1864–1942), ⚭ Lady Margaret Lascelles
                1. Lt. Hon. Gustavus Hamilton-Russell (1907–1940), ⚭ Joan Verena Lloyd-Verney
                  1. Gustavus Hamilton-Russell, 10. Viscount Boyne (1931–1995), ⚭ Rosemary Stucley
                    1. Hon. Caroline Hamilton-Russell (* 1957), ⚭ I) David Banks, ⚭ II) Major Robert Cotterell
                    2. Hon. Sara Hamilton-Russell (1959–1989), ⚭ Nigel Twiston-Davies
                    3. Hon. Lucy Hamilton-Russell (* 1961), ⚭ I) Patrick Bailey, ⚭ II) Simon Sherwood
                    4. Gustavus Hamilton-Russell, 11. Viscount Boyne (* 1965), ⚭ Lucy Potter
                      1. Hon. Emelia Hamilton-Russell (* 1994)
                      2. Hon. Frederick Hamilton-Russell (* 1997)
                      3. Hon. Gustavus Hamilton-Russell (* 1999)
                      4. Hon. Jack Hamilton-Russell (* 1999)

                  2. Charmian Hamilton-Russell (1933–1937)

                2. Brigadier Hon. Richard Hamilton-Russell (1909–1999), ⚭ Hon. Pamela Cayzer
                  1. Colonel Brian Hamilton-Russell (* 1940), ⚭ Lea Wild
                    1. Henry Hamilton-Russell (* 1969)
                    2. Victoria Hamilton-Russell (* 1976), ⚭ Lorne Baring

                  2. Richard Hamilton-Russell (* 1943), ⚭ Prudence Pockney
                    1. Major Charles Hamilton-Russell (* 1965), ⚭ Claire Dussek
                      1. Sophia Hamilton-Russell (* 1999)
                      2. William Hamilton-Russell (* 2001)

                    2. Emma Hamilton-Russell (* 1968), ⚭ Jonathan Bray
                    3. Katharine Hamilton-Russell (* 1972), ⚭ Theodore Butt

                  3. Veronica Hamilton-Russell (* 1949), ⚭ Nicholas Jones

                3. Major Hon. John Hamilton-Russell (1911–1943), ⚭ Lady Diana Legge
                  1. James Hamilton-Russell (* 1938), ⚭ Alison Heard
                    1. Julia Mary Hamilton-Russell (* 1967), ⚭ Victor Jaques
                    2. Captain Mark Hamilton-Russell (* 1969), ⚭ Elfrida Hughes
                      1. Oscar Hamilton-Russell (* 2003)

                    3. Captain Edward Hamilton-Russell (* 1969), ⚭ Emma Johnson-Hill
                      1. Tilly Hamilton-Russell (* 2002)

                4. Hon. Michael Hamilton-Russell (1912–1918)
                5. Captain Hon. Desmond Hamilton-Russell (1917–1943)
                6. Hon. Rosemary Hamilton-Russell (* 1921), ⚭ Nigel Forbes, 22. Lord Forbes (1918–2013)

              6. Hon. Maud Harriet Hamilton-Russell (um 1865–1951)
              7. Hon. Constance Elizabeth Hamilton-Russell (um 1866–1924), ⚭ Very Rev. Albert Baillie
              8. Hon. Frederick Hamilton-Russell (1867–1941), ⚭ Lady Margaret Scott
              9. Hon. Claud Hamilton-Russell (1871–1948), ⚭ Maria Wood
                1. Major Arthur Hamilton-Russell (1900–1940)
                2. Edric Hamilton-Russell (1904–1984), ⚭ Helen Humble
                  1. Ann Hamilton-Russell (* 1933), ⚭ Lt.-Col. William Frank Philip Currie
                  2. Christopher Hamilton-Russell (1936–1957)

                3. Jean Hamilton-Russell (* 1907), ⚭ Lt.-Col. Arthur Heywood-Lonsdale

              10. Major Hon. Arthur Hamilton-Russell (1872–1951), ⚭ Marion Harris
                1. David Hamilton-Russell (1911–1988), ⚭ Pauline Slade
                  1. Marion Hamilton-Russell (* 1952), ⚭ Frederick Armson
                  2. Georgiana Hamilton-Russell (* 1955), ⚭ John Hayward
                  3. Annette Hamilton-Russell (* 1958), ⚭ Brian Lanaghan
                  4. Margaret Hamilton-Russell (* 1960)

              11. Hon. Florence Rachel Hamilton-Russell (um 1876–1957)
              12. Hon. Eustace Scott Hamilton-Russell (1878–1962), ⚭ Olive Wolryche-Whitmore
                1. Rachel Hamilton-Russell (1908–1996), ⚭ I) Malcolm Mac Gregor, ⚭ II) Sir George Labouchere

              13. Hon. Hubert Hamilton-Russell (1886–1886)

      3. Hon. Catherine Hamilton (* 1754), ⚭ Hugh Montgomery-Lyons

  3. Hon. Elizabeth Hamilton, ⚭ Charles Lambart
  4. Hon. Henry Hamilton (1692–1743), ⚭ Mary Dawson
    1. Joshua Hamilton, ⚭ Mary Cox
      1. Catherine Hamilton, ⚭ Captain Bent Ball
      2. Henry Hamilton-Cox († 1821), ⚭ Letitia Hutcheson
        1. William Hamilton-Cox, ⚭ Rebecca Armstrong
          1. William Sackville Hamilton-Cox (1838–1838)
          2. Jasper Hamilton-Cox (1838–1839)
          3. Arabella Letitia Hamilton-Cox (1839–1840)
          4. Henry Augustus Hamilton-Cox (1841–1890), ⚭ Rose Hofmarksrichter
            1. Teresa Rebecca Cox (* 1880), ⚭ Dr. Arthur Stanley Bayne
            2. William Cox (1884–1970), ⚭ Caroline Colling
              1. Walter Cox (1915–1993), ⚭ Lola Bradley
                1. Carolyn Cox (* 1940), ⚭ Francis Donovan
                2. Linda Cox (* 1947), ⚭ Charles Entwistle

              2. Louise Hamilton-Cox (1916–2002), ⚭ Clinton King

          5. Martha Eleanora Hamilton-Cox (1846–1908)
          6. Katherine Monomia Hamilton-Cox (1848–1897), ⚭ Frederick Daft

        2. Arabella Hamilton-Cox (* 1808), ⚭ Jasper Evans Lucas

      3. Mary Hamilton, ⚭ Reverend Samuel Beamish
      4. Anne Hamilton, ⚭ Major Richard Vowell

    2. Mary Hamilton, ⚭ Reverend Nathaniel Preston
    3. Rt. Hon. Sackville Hamilton (1732–1818), ⚭ Arabella Berkeley
      1. Henry Hamilton († 1850)
      2. Reverend Sackville Hamilton († 1853), ⚭ Jane Freeman
        1. Sackville Hamilton (1808–1878), ⚭ Eleanor Sankey
          1. Eleanor Hamilton († 1913), ⚭ Lt.-Col. William Riall
          2. Sackville Hamilton (1846–1913), ⚭ Eva Benson
            1. Grace Hamilton († 1962), ⚭ Lt.-Col. Thomas Young
            2. Colonel Sackville Hamilton (1882–1956), ⚭ Margaret Hester
              1. Sackville Hamilton (1921–1929)
              2. Lt.-Col. James Sackville-Hamilton (1923–2014), ⚭ Mary Grizel Boyle
                1. Charles Sackville-Hamilton (* 1949), ⚭ Heather Goodwin
                2. Dr. Andrew Sackville-Hamilton (* 1951), ⚭ Catherine Davidson
                  1. Jessica Sackville-Hamilton (* 1984)
                  2. Jamie Sackville-Hamilton (* 1988)

                3. Dr. Nigel Sackville-Hamilton (* 1953), ⚭ Dr. Charmian Hunter
                  1. Henry Sackville-Hamilton (* 1989)
                  2. Alice Charlotte Sackville-Hamilton (* 1991)

                4. Patricia Sackville-Hamilton (* 1956), ⚭ Richard Hall

              3. Anne Hamilton (* 1925), ⚭ David MacEwen
              4. Lieutenant Henry Hamilton (1929–1952)

            3. Major Charles Hamilton (1885–1971), ⚭ Averina Oliver
              1. Averina Hamilton (* 1923), ⚭ Colin Hargreave
              2. Patricia Hamilton (* 1924), ⚭ Derek Spooner

        2. General Henry Hamilton (1812–1891), ⚭ Isabella Freeman
          1. Henry Hamilton (1850–1923), ⚭ Henrietta Wise

    4. Henry Hamilton (1734–1796)

#### Hamiltons of Broomhill
1. I) John Hamilton, 1. Laird of Broomhill (1479–um 1550), ⚭ Elizabeth Hamilton; → Vorfahren, siehe oben: Hamiltons of Cadzow
  1. David Hamilton, 2. Laird of Broomhill (⚔ 1547), ⚭ Margaret Sempill
    1. John Hamilton, 3. Laird of Broomhill († nach 1560), ⚭ Margaret Hamilton
      1. Sir James Hamilton, 1. Baronet (of Broomhill) (vor 1605–vor 1647), ⚭ Margaret Hamilton
        1. James Hamilton of Broomhill (1610–1674), Bischof von Galloway
        2. Isobel Hamilton, ⚭ Robert Hamilton Fairholm and of Milburne († 1654)
        3. John Hamilton, 1. Lord Belhaven and Stenton (vor 1624–1679), ⚭ Margaret Hamilton (vor 1625–1695/96)
          1. N.N. Hamilton († um 1661)
          2. Anne Hamilton, ⚭ Sir Robert Hamilton, 1. Baronet (of Silverton Hill) († 1670)
          3. Margaret Hamilton († 1674), ⚭ Sir Samuel Baillie of Lamington († 1668)
          4. Elizabeth Hamilton, ⚭ Alexander Seton, 1. Viscount Kingston (1621–1691)

    2. Claud Hamilton
    3. David Hamilton

  2. Claud Hamilton of Broomhill († 1605), ⚭ Margaret Hamilton

#### Hamiltons of Silvertonhill
1. Alexander Hamilton of Silvertonhill (* nach 1415); → Vorfahren, siehe oben: Hamiltons of Cadzow
  1. James Hamilton of Silvertonhill, ⚭ N.N. Douglas
    1. John Hamilton of Newton († 1535), ⚭ N.N. Somerville
      1. Andrew Hamilton († vor 1535)
        1. Andrew Hamilton of Silvertonhill († um 1553)
          1. Andrew Hamilton of Silvertonhill, ⚭ Elspeth Baillie of Carfin
            1. Francis Hamilton of Silvertonhill († um 1641)

        2. Alexander Hamilton of Silvertonhill, ⚭ Catherine Hamilton
          1. Sir Andrew Hamilton of Goslingtown († 1592)
            1. Sir Robert Hamilton of Goslingtown († 1642), ⚭ Elizabeth Baillie
              1. Edward Hamilton of Balgray and of Silvertonhill († 1649), ⚭ Margaret Mure
                1. Sir Robert Hamilton, 1. Baronet (of Silverton Hill) († 1670), ⚭ Anne Hamilton
                  1. Sir Robert Hamilton, 2. Baronet (of Silverton Hill) († 1708), ⚭ Aurelia van Hettingen
                    1. Sir John Hamilton, 3. Baronet (of Silverton Hill), ⚭ I) Mary Lewers, ⚭ II) Rachael Lempriere
                      1. Captain George Hamilton († 1763)
                      2. Mary Hamilton
                      3. Aurelia Hamilton
                      4. I) Lt.-Gen. Sir Robert Hamilton, 4. Baronet (of Silverton Hill) († 1786), ⚭ Mary Williams
                        1. John Hamilton († 1779), ⚭ Mary St. George
                          1. Frances Hamilton († 1834), ⚭ Lt.-Gen. Sir George Anson
                          2. Charlotte Hamilton († 1793), ⚭ Sir Charles Dillon, 2. Baronet
                          3. Sir Frederic Hamilton, 5. Baronet (of Silverton Hill) (1777–1853), ⚭ Eliza Ducarel Collie
                            1. Eliza Hamilton († 1859), ⚭ Charles Harding
                            2. Sir Robert Hamilton, 6. Baronet (of Silverton Hill) (1802–1887), ⚭ Constantia Anson
                              1. Louisa Hamilton († 1938), ⚭ Charles Pelly
                              2. Constance Eliza Ann Hamilton († 1919), ⚭ Maj.-Gen. Alexander Hutchinson
                              3. Isabella Frances Hamilton († 1906), ⚭ Captain William Shakespear
                              4. Sir Frederic Hamilton, 7. Baronet (of Silverton Hill) (1836–1919), ⚭ Mary Willan
                                1. Constance Hamilton († 1954), ⚭ Alexander Campbell
                                2. Mary Hamilton († 1956)
                                3. Cerise Hamilton († 1951), ⚭ Adolphus Meyer
                                4. Ann Hamilton († 1965), ⚭ Edward Cowan
                                5. Sir Robert Hamilton, 8. Baronet (of Silverton Hill) (1877–1959), ⚭ Irene Mordaunt
                                  1. Cynthia Hamilton (1909–1985)
                                  2. Sir Robert Hamilton, 9. Baronet (of Silverton Hill) (1911–2001), ⚭ Elizabeth Barton
                                    1. Sir Andrew Hamilton, 10. Baronet (of Silverton Hill) (* 1953), ⚭ Anthea Huntingford
                                      1. Alice Hamilton (* 1986)
                                      2. Harriet Hamilton (* 1989)
                                      3. Imogen Rose Hamilton (* 1993)

                                    2. Susanna Hamilton (* 1956), ⚭ Richard Freeman
                                    3. Sophia Hamilton (* 1964)
                                    4. Penelope Hamilton (* 1966), ⚭ Trevor Wells

                                  3. Oliver Hamilton (1916–1997), ⚭ Barbara Willcox

                                6. Frank Hamilton (1878–1934), ⚭ Mary Batterham
                                  1. Joan Hamilton (* 1915), ⚭ Stanley Silson
                                  2. Ian Hamilton (1916,–1982), ⚭ Zelma Snyman
                                    1. Paul Hamilton (* 1951), ⚭ Elizabeth Harrison
                                      1. Alexandra Hamilton (* 1983)
                                      2. Annabelle Hamilton (* 1985)

                                    2. Mark Hamilton (* 1955), ⚭ Sally Macklin
                                      1. Guy Hamilton (* 1991)

                                    3. Warwick Hamilton (* 1959), ⚭ Jacqueline Smith

                                  3. Frederick Hamilton (1918–1944)
                                  4. Arthur Hamilton (* 1925)

                              5. Captain Francis Hamilton (1840–1891), ⚭ Maria Crosbie
                                1. Francesca Hamilton, ⚭ General G. Victor Bitossi
                                2. Pyne Hamilton, ⚭ Morris Gowen
                                3. Ruby Hamilton († 1954), ⚭ Alfred Barrett

                            3. Arthur Hamilton (1806–1858)
                            4. Frederic Hamilton (1810–1866), ⚭ Emily Carvick
                              1. Emily Hamilton († 1905), ⚭ Edwin Stead
                              2. Kathleen Hamilton († 1926)
                              3. Constance Hamilton († 1931)
                              4. Agnes Hamilton († 1934)
                              5. Howden Hamilton (1846–1898), ⚭ Caroline Alice Faulconer
                                1. Frederic Hamilton (1877–1959), ⚭ I) Jessie McMinn, ⚭ II) Beatrice Banfield
                                  1. I) Howden Hamilton (1900–1988), ⚭ Patricia Currie
                                    1. Gloria Hamilton (* 1937), ⚭ PEdward Watson

                                  2. I) Frederic Hamilton (* 1906), ⚭ Florence Maud Saby
                                    1. Kathleen Hamilton (* 1931)
                                    2. Barbara Hamilton (* 1933), ⚭ Oscar Taylor

                                  3. I) Constance Hamilton (1912–1996), ⚭ Richard Haugh

                                2. Henry Stuart-Hamilton (1883–1962), ⚭ Mabel Ellerbeck
                                  1. Captain Stuart-Hamilton (1921–1944), ⚭ Esther Sutherland Mackay
                                  2. Donald Hamilton (* 1926), ⚭ Jill Porteous
                                    1. Clova Hamilton (* 1959), ⚭ Michael Stinton
                                    2. Alison Hamilton (* 1967)

                                3. Alice Hamilton (1884–1969), ⚭ Sydney Ching

                              6. Major William Hamilton (1851–1897), ⚭ Charlotte Beck

                            5. Henry Hamilton (1811–1872), ⚭ I) Frances Gane, ⚭ II) Letitia Simeon
                            6. I) Frances Hamilton († 1892), ⚭ Captain G. W. Savage
                            7. I) Eliza Hamilton († 1902), ⚭ Lt.-Gen. Charles Steward
                            8. I) Katherine Hamilton († 1907), ⚭ Arthur Webster-Wedderburn
                            9. I) Lt.-Col. Henry Hamilton (1843–1888), ⚭ Emily Maclean
                              1. Isabel Hamilton († 1948), ⚭ Douglas Mappin
                              2. Charles Hamilton (1885–1957), ⚭ Molly Eileen Crowe
                                1. Anne Hamilton (* 1927)

                              3. Vivian Hamilton (1887–1929), ⚭ Catherine Lynch

                            10. I) John Hamilton (1846–1879), ⚭ Myra Moore
                              1. Myra Hamilton († 1941), ⚭ Claude Hughes
                              2. John Hamilton (1874–1913), ⚭ Helen Reilly

                            11. I) Robert Hamilton (1852–1877), ⚭ Jane Obbard
                              1. Constance Hamilton (1876–1927), ⚭ Edwin Phelps

                            12. Reverend Charles Hamilton (1818–1873), ⚭ Harriet Heyman

                    2. James Hamilton (⚔ vor 1708)
                    3. William Hamilton, ⚭ N.N. Athinscuby
                      1. Lt.-Col. John Hamilton
                      2. Captain Robert Hamilton
                      3. Major William Hamilton
                      4. George Hamilton

                  2. Margaret Hamilton († 1717), ⚭ John Hamilton, 2. Lord Belhaven and Stenton (1656–1708)
                  3. Thomas Hamilton
                  4. Elizabeth Hamilton, ⚭ Captain John Livingstone
                  5. Anne Hamilton, ⚭ Sir William Craigie of Garnie
                  6. Mary Hamilton

                2. Jean Hamilton, ⚭ N.N. Stewart of Minto

              2. James Hamilton († 1655); → Nachfahren: Hamiltons of Newton

    2. N.N. ⚭ James Livingstone

  2. William Hamilton; → Nachfahren: Hamiltons of Westport

#### Hamiltons of Orbiston
1. John Hamilton of Orbiston, ⚭ Jean Hamilton; → Vorfahren, siehe oben: Hamiltons of Cadzow
  1. Gavin Hamilton of Orbiston († 1558), ⚭ Marion Wallace of Cairnhill
    1. John Hamilton of Orbiston († 1568), ⚭ Margaret Hamilton
      1. Marjory Hamilton, ⚭ David Dundas
      2. John Hamilton of Orbiston († 1621), ⚭ Christian Dalzell
        1. Sir John Hamilton of Orbiston († nach 1638), ⚭ I) Bethia Henderson, ⚭ II) Rachel Bonar
          1. I) Margaret Hamilton, ⚭ Sir William Lockhart of the Lee
          2. I) Sir James Hamilton of Orbiston († 1664), ⚭ Jean Houston
            1. Margaret Hamilton, ⚭ Sir John Henderson, 1. Baronet († 1683)
            2. William Hamilton of Orbiston, ⚭ Lady Elizabeth Cuninghame
              1. James Hamilton of Orbistoun, ⚭ Henrietta Makgill

          3. I) Mary Hamilton, ⚭ John Brisbane of that Ilk
          4. II) Christian Hamilton, ⚭ John Roberton of Earnock

        2. James Hamilton of Dalzell, ⚭ I) Beatrice Fleming, ⚭ II) Jean Henderson, ⚭ III) Isobel Hamilton
        3. I) Alexander Hamilton of Dalzell († 1691), ⚭ Bethia Henderson; → Nachfahren, siehe unten: Hamiltons of Dalzell
        4. I) Robert Hamilton of Monkland († nach 1672)
        5. I) Margaret Hamilton, ⚭ Robert Hamilton († 1668)
        6. II) Anne Hamilton († 1713), ⚭ David Boswell of Auchinleck
        7. III) James Hamilton of Hallside
        8. III) William Hamilton
        9. III) Sir David Hamilton (1663–1721)
        10. Marion Hamilton, ⚭ John Hamilton of Bangour
        11. Margaret Hamilton, ⚭ John Walkinshaw of that Ilk
        12. Janet Hamilton, ⚭ I) Gavin Cupar of Boiggs, ⚭ II) Gavin Waddell
        13. Agnes Hamilton, ⚭ N.N. Bruce of Newat
        14. Grissell Hamilton

      3. Gavin Hamilton, Bischof von Galloway
      4. Isobel Hamilton, ⚭ Robert Hamilton of Barncluith
      5. Margaret Hamilton, ⚭ John Robertoun of Earnoch
      6. Robert Hamilton (um 1570–1594)

    2. David Hamilton
    3. Arthur Hamilton
    4. James Hamilton
    5. Archibald Hamilton († vor 1589), Professor an der Universität Paris
    6. Robert Hamilton († 1581)

  2. Patrick Hamilton
  3. David Hamilton of Bothwellhaugh, ⚭ Christian Schaw; → Nachfahren, siehe unten: Hamiltons of Bothwellhaugh
  4. James Hamilton of Ferguslie (* um 1500)
    1. Janet Hamilton of Ferguslie († 1589), ⚭ William Wallace († 1599)
    2. John Hamilton of Ferguslie
      1. Margaret Hamilton, ⚭ John Wallace († 1651)

    3. Margaret Hamilton, ⚭ Robert Dennistoun of Dennistoun and of Colgrain

##### Hamiltons of Dalzell
1. Alexander Hamilton of Dalzell († 1691), ⚭ Bethia Henderson; → Vorfahren, siehe oben: Hamiltons of Orbiston
  1. Jean Hamilton, ⚭ Charles Stuart
  2. James Hamilton of Dalzell and of Orbieston (1670–1727), ⚭ Margaret Hamilton
    1. Archibald Hamilton of Dalzell and of Orbieston (1694–1774), ⚭ Marion Dalrymple
      1. Anne Hamilton († 1793)
      2. James Hamilton of Dalzell and of Orbieston (1733–1814), ⚭ Anne Mathews
        1. Marion Hamilton († 1818), ⚭ Lt.-Col. David Rattray
        2. Archibald Hamilton (1793–1834), ⚭ Ellinor Hamilton
          1. John Hamilton, 1. Baron Hamilton of Dalzell (1829–1900), ⚭ Lady Emily Leslie-Melville
            1. Hon. Helena Hamilton († 1930), ⚭ Lt.-Col. Henry Heywood-Lonsdale
            2. Hon. Adele Hamilton († 1946), ⚭ Reverend Clement Wilson
            3. Hon. Ellinor Hamilton (1865–1957), ⚭ Colonel Charles Trotter
            4. Hon. Alice Hamilton (1866–1949), ⚭ Captain Hon. John Campbell
            5. Archibald Hamilton (1868–1870)
            6. Gavin Hamilton, 2. Baron Hamilton of Dalzell (1872–1952), ⚭ Sybil Marshall
            7. Major Hon. Leslie Hamilton (1873–1914), ⚭ Amy Cecile Ricardo
              1. John Hamilton, 3. Baron Hamilton of Dalzell (1911–1990), ⚭ Rosemary Coke
                1. Hon. Janet Hamilton (* 1936), ⚭ Richard Fox
                2. James Hamilton, 4. Baron Hamilton of Dalzell (1938–2006), ⚭ Ann Dixon
                  1. Gavin Hamilton, 5. Baron Hamilton of Dalzell (* 1968), ⚭ Harriet Roskill
                    1. Hon. Sybilla Hamilton (* 2001)
                    2. Hon. Octavia Hamilton (* 2001)
                    3. Hon. Venetia Hamilton (* 2005)
                    4. Hon. Francis Hamilton (* 2009)

                  2. Hon. Robert Hamilton (* 1971), ⚭ Johanna van der Hem
                    1. Cecily Hamilton (* 2002)

                  3. Hon. John Hamilton (* 1971), ⚭ Marta Enrile
                  4. Hon. Benjamin Hamilton (* 1974), ⚭ Charlotte Purchas

                3. Archibald Hamilton, Baron Hamilton of Epsom (* 1941), ⚭ Anne Napier
                  1. Hon. Laura Hamilton
                  2. Hon. Iona Hamilton (* 1971), ⚭ Max von Doetinchem de Rande
                  3. Hon. Alice Hamilton (* 1974), ⚭ Dominic Johnson

            8. Hon. John Hamilton (1878–1900)

        3. Robert Hamilton (1796–1845)

      3. General John Hamilton of Dalzell and of Orbieston (1742–1834)
      4. Robert Hamilton (1746–1790)

    2. James Hamilton of Muirhouse (1697–1788)
    3. Margaret Hamilton (1700–1797)
    4. Anne Hamilton (1703–1796)

##### Hamiltons of Bothwellhaugh
1. David Hamilton of Bothwellhaugh († 1563), ⚭ I) Janet Hamilton († 1539), ⚭ II) Christian Schaw; → Vorfahren, siehe oben: Hamiltons of Orbiston
  1. I) James Hamilton of Bothwellhaugh († zwischen 1581 und 1585), ⚭ Isabella Sinclair
    1. Alison Hamilton (fl. 1630), ⚭ Gavin Hamilton, Bischof von Galloway
    2. Christian Hamilton, ⚭ David Fullerton of that ilk

  2. David Hamilton of Monktown Mains and of Bothwellhaugh († 1619), ⚭ Alison Sinclair
    1. David Hamilton of Bothwellhaugh, († vor 1637)
      1. James Hamilton of Bothwellhaugh
        1. Anne Hamilton, ⚭ Lewis Cant (of Morton)

    2. Claud Hamilton of Barnhill

  3. John Hamilton, Prior von Blantyre, Provost von Bothwell
  4. Archibald Hamilton (fl. 1570)
  5. Arthur Hamilton
  6. Janet Hamilton, ⚭ James Muirhead of Lauchope

#### Hamiltons of Haggs
1. Gavin Hamilton of Haggs, ⚭ Janet Pettigrew → Vorfahren, siehe oben: Hamiltons of Cadzow
  1. John Hamilton of Haggs, ⚭ Janet Maxwell
    1. James Hamilton of Haggs, ⚭ Isabel Elphinstone
      1. Alexander Hamilton of Haggs, ⚭ Agnes Hamilton
        1. John Hamilton of Haggs, ⚭ Helen Dalmahoy
          1. Alexander Hamilton of Haggs († 1649), ⚭ Jean Maxwell

    2. Margaret Hamilton, ⚭ John Hamilton of Orbiston († 1568)

#### Hamiltons of Raploch
1. James Hamilton of Raploch; → Vorfahren, siehe oben: Hamiltons of Cadzow
  1. William Hamilton of Raploch
    1. James Hamilton of Raploch, ⚭ Isabel of Blackwood
      1. N.N.
        1. James Hamilton
          1. Gavin Hamilton of Raploch, Komtur von Kilwinning, ⚭ Margaret Hamilton
            1. Gavin Hamilton of Raploch († vor 1593), ⚭ Jean Dishington
              1. Margaret Hamilton († 1644), ⚭ Hugh Somerville, 8. Lord Somerville (1573–1640)
              2. Catherine Hamilton, ⚭ John Chancellor

          2. Archibald Hamilton of Raploch, ⚭ I) Marion Ogilvie, ⚭ II) Margaret Hamilton
            1. II) Margaret Hamilton, ⚭ Sir James Somerville of Cambusnethan (1539–1613)
            2. II) Reverend Hans Hamilton (1536–1608), Vikar in Dunlop, ⚭ Janet Denham
              1. Archibald Hamilton, ⚭ Rachel Carmichael
                1. Gawen Hamilton († 1703), ⚭ Jane Hamilton
                  1. Archibald Hamilton († 1747), ⚭ Mary Johnston
                    1. William Hamilton, ⚭ Elizabeth Caddell
                      1. William Hamilton
                      2. David Hamilton
                      3. Mary Hamilton, ⚭ William Logan

                    2. Susanna Hamilton, ⚭ Reverend Hamilton Trail
                    3. Jane Hamilton, ⚭ Peter Fitch
                    4. Mary Hamilton, ⚭ Acheson Johnston
                    5. Gawen Hamilton (1729–1805), ⚭ Jane Rowan
                      1. Sidney Hamilton, ⚭ Benjamin Beresford
                      2. Archibald Rowan-Hamilton (1751–1834), ⚭ Sarah Anne Dawson († 1834)
                        1. Gawen William Rowan Rowan-Hamilton (1783–1834), ⚭ Catherine Cockburn
                          1. Melita Anne Rowan-Hamilton († 1901), ⚭ Jacob Hierom Sankey († 1881)
                          2. Archibald Rowan Rowan-Hamilton (* 1818), ⚭ Catherine Anne Caldwell
                            1. Mary Catharine Rowan-Hamilton († 1951), ⚭ Arthur Nicolson, 1. Baron Carnock (1849–1928)
                            2. Helen Gwendoline Rowan-Hamilton († 1886), ⚭ Russell Maule Stephenson (1844–1927)
                            3. Hariot Georgina Rowan-Hamilton (1843–1936), ⚭ Frederick Hamilton-Temple-Blackwood, 1. Marquess of Dufferin and Ava (1826–1902)
                            4. Gawin William Rowan-Hamilton (1844–1930), ⚭ Lina Mary Howley Beaumont
                              1. Archibald James Rowan-Hamilton (1877–1915), ⚭ Norah Phillips
                                1. Sheilah Hermione Catherine Rowan-Hamilton (* 1911)

                              2. Orfla Melita Rowan-Hamilton (* 1880), ⚭ Arthur Oswald Fisher

                            5. George Rowan-Hamilton (* 1845), ⚭ Helen Maundesley
                              1. Catherine Harriot Mona Rowan-Hamilton (* 1874)
                              2. Helen Ethelwyn Rowan-Hamilton (* 1876)
                              3. Sir Sydney Orme Rowan-Hamilton (1877–1949), ⚭ Vera Barker
                                1. Hans Frederic Rowan-Hamilton (1906–1973)

                            6. Sidney Augustus Rowan Rowan-Hamilton (1846–1868)
                            7. Frederick Temple Rowan Rowan-Hamilton (1850–1941), ⚭ Blanche Mary Fellowes-Gordon
                              1. Brigadier Gawain Basil Rowan-Hamilton (1884–1947), ⚭ Phyllis Frances Blackburn
                                1. Angus David Rowan-Hamilton (1919–1978), ⚭ Jeanetta Rees Lockett
                                  1. Jeanetta Caroline Rowan-Hamilton (* 1950)
                                  2. Priscilla Constance Rowan-Hamilton (* 1951)
                                  3. Guy Vivian Rowan-Hamilton (* 1957)
                                  4. Emma Louise Rowan-Hamilton (* 1961)
                                  5. Sabrina Clare Rowan-Hamilton (* 1962)

                                2. Denys Archibald Rowan-Hamilton (1921–2018), ⚭ Wanda Annette Warburton
                                  1. Constance Orfla Rowan-Hamilton (* 1962), ⚭ Michael I. Criswell
                                  2. Louisa Anne Rowan-Hamilton (* 1963), ⚭ Miles Anthony Nelson
                                  3. Gawn William Rowan-Hamilton (* 1968), ⚭ Polly Ann J. Martin
                                    1. Tara Emily Rowan-Hamilton (* 1996)
                                    2. Archibald James Rowan-Hamilton (* 1997)
                                    3. Jake Douglas Rowan-Hamilton (* 1999)
                                    4. Willa Melitta Dorothy Rowan-Hamilton (* 2003)

                                3. Gawaine Leslie Rowan-Hamilton (1923–2014), ⚭ Mary Bridget Blakiston-Houston
                                  1. Catherine Nicola Blanche Rowan-Hamilton (* 1957), ⚭ Bartholomew Evan Eric Smith
                                    1. James Hamish John Rowan-Hamilton (* 1961), ⚭ Venetia E. Carter
                                      1. Frederick John Rowan-Hamilton (* 1993)
                                      2. Tamara Mary Ann Rowan-Hamilton (* 1995)

                                    2. Patrick Gawaine Rowan-Hamilton (1964–2000)

                          3. George Rowan Rowan-Hamilton (1822–1902), ⚭ Caroline Frederica Hart

                        2. Archibald Rowan-Hamilton
                          1. William Rowan Hamilton (1805–1865), ⚭ Helen Maria Bayley

                        3. Jane Rowan-Hamilton
                        4. Elizabeth Rowan-Hamilton, ⚭ Reverend Sidney Beresford
                        5. Mildred Rowan-Hamilton, ⚭ Sir Edward Ryan
                        6. Harriet Rowan-Hamilton († 1831), ⚭ Crofton Vandeleur Fitzgerald
                        7. Francesca Rowan-Hamilton († 1861), ⚭ William Fletcher
                        8. Sydney Rowan-Hamilton († 1789), ⚭ Ellen Jackson
                        9. Frederick Rowan-Hamilton (1793–1811)
                        10. Dawson Rowan-Hamilton (* 1801)

                  2. Mary Hamilton, ⚭ James Trail (1690–1743)
                  3. Rose Hamilton (1687–1733), ⚭ James Read (1675–1727)

                2. Jean Hamilton, ⚭ Archibald Edmonstone of Duntreath and of Redhall
                3. James Hamilton
                  1. Anne Hamilton, ⚭ Hans Stevenson

              2. Gawen Hamilton
                1. James Hamilton
                  1. Reverend Archibald Hamilton
                    1. James Hamilton
                      1. Archibald Hamilton († 1741)
                        1. Robert Hamilton (1737–1814), ⚭ May Harrison
                          1. Emily Hamilton († 1850), ⚭ John Dennis († 1830)
                          2. Reverend Archibald Robert Hamiltonn (1778–1857)
                            1. Jane Hamilton (1822–1917), ⚭ Francis Christopher Bland (1826–1899)

              3. William Hamilton († 1627), ⚭ Jane Melville
                1. William Hamilton († 1680), ⚭ Ellen Magennis
                  1. James Hamilton, ⚭ Hon. Anne Mordaunt
                    1. Sophia Hamilton († 1748), ⚭ Hon. Frederick Hamilton († 1715)
                    2. James Hamilton, 1. Earl of Clanbrassil († 1758), ⚭ Lady Harriet Bentinck
                      1. Lady Anne Hamilton († 1818), ⚭ Robert Jocelyn, 1. Earl of Roden (1731–1797)
                        1. James Hamilton, 2. Earl of Clanbrassil (1730–1798), ⚭ Hon. Grace Foley

                    3. Elizabeth Hamilton, ⚭ Thomas Fortescue († 1769)

                2. James Hamilton (1617–1646), ⚭ Margaret Kynaston
                  1. James Hamilton († 1707), ⚭ Lady Sophia Mordaunt
                    1. Anne Catharina Hamilton, ⚭ Michael Ward (1683–1759)

              4. Patrick Hamilton
              5. Jean Hamilton
              6. James Hamilton, 1. Viscount Claneboye (1559–1644), ⚭ I) Hon. Ursula Brabazon, ⚭ II) Penelope Cook, ⚭ III) Jane Philipps
                1. III) James Hamilton, 1. Earl of Clanbrassil († 1659), ⚭ Lady Anne Carey
                  1. James Hamilton, Viscount Claneboye (1642–1658)
                    1. Henry Hamilton, 2. Earl of Clanbrassil (um 1647–1675), ⚭ Lady Alice Moore

              7. John Hamilton (1576–1639), ⚭ Sarah Brabazon
                1. Mary Hamilton, ⚭ James Trail (1600–1663)
                2. Sir Hans Hamilton, 1. Baronet (of Monella) († 1681), ⚭ Magdalen Trevor
                  1. Sarah Hamilton, ⚭ Sir Robert Hamilton, 1. Baronet (of Manor Hamilton) († 1703)
                    1. Sir Hans Hamilton, 2. Baronet (of Manor Hamilton) († 1730), ⚭ Hon. Jane Skeffington

                3. Francis Hamilton
                4. James Hamilton (* um 1610), ⚭ Jane Baillie
                  1. Henry Hamilton († 1691), ⚭ Rebecca Blackwell
                    1. John Hamilton, ⚭ N.N. Ligoe
                    2. Mary Hamilton, ⚭ N.N. Ligoe
                    3. James Hamilton (* um 1685), ⚭ Anne Hall
                      1. Hans Hamilton (* vor 1727)
                      2. John Hamilton (* vor 1727)
                      3. James Hamilton (1727–1800), ⚭ I) Hannah Phillips, ⚭ II) Alice Hamilton, ⚭ III) Jane Candler
                        1. Hans Hamilton († 1822), ⚭ I) Sarah Lynam, ⚭ II) Anne Mitchell
                          1. I) Sarah Hamilton, ⚭ George Woods
                          2. I) Jane Hamilton († 1821), ⚭ Michael Law
                          3. II) Frances Caroline Hamilton († 1876), ⚭ Richard Howard-Brooke (1801–1877)
                          4. II) Harriette Augusta Hamilton († 1898), ⚭ Robert Clayton Browne (1799–1888)
                          5. II) James Hans Hamilton (1810–1863), ⚭ Caroline Trant
                            1. Hans James Hamilton (1835–1862)
                            2. Ion Trant Hamilton, 1. Baron Holmpatrick (1839–1898), ⚭ Lady Victoria Alexandrina Wellesley
                              1. Hon. Winifred Hamilton († 1944), ⚭ Odo Vivian, 3. Baron Swansea (1875–1934)
                              2. Hon. Margaret Augusta Hamilton († 1905)
                              3. Hon. Georgina Hamilton († 1960), ⚭ Cecil Henry Anderson-Pelham
                              4. Hon. Sybil Evelyn Hamilton († 1958)
                              5. Hon. Clare Hamilton († 1935), ⚭ Charles Armine Willis
                              6. Hans Hamilton, 2. Baron Holmpatrick (1886–1942), ⚭ Lady Edina Dorothy Hope Conyngham
                                1. Hon. Caroline Hamilton (* 1926), ⚭ John Henry Hamilton Bonham (* 1914)
                                2. James Hamilton, 3. Baron Holmpatrick (1928–1991), ⚭ Anne Loys Roche Brass
                                  1. Hans Hamilton, 4. Baron Holmpatrick (* 1955), ⚭ Gill Francesca Anne Harding
                                    1. Hon. James Hans Stephen Hamilton (* 1982)

                                  2. Hon. Ion Henry James Hamilton (* 1956)
                                  3. Hon. Evelyn William James Hamilton (* 1961), ⚭ Nicola Jane Fullerton
                                    1. Ross Andrew James Hamilton (* 1990)

                        2. Caroline Hamilton, ⚭ Thomas Stannus (1736–1813)
                        3. Henry Hamilton (1760–1844), ⚭ Mary Wetherall
                          1. Harriet Hamilton († vor 1880), ⚭ Reverend Sir Erasmus Borrowes, 8. Baronet († 1866)
                          2. James John Hamilton (1788–1842), ⚭ Hon. Anne Geraldine de Courcy
                            1. Maj.-Gen. Thomas de Courcy Hamilton (1825–1908), ⚭ Mary Anne Louisa Baynes
                              1. Charlotte Anne Hamilton (1859–1943), ⚭ Rear-Admiral John Salway Hallifax (* um 1846)
                              2. Florence Hamilton (1861–1945)
                              3. Claude de Courcey Hamilton (1862–1910), ⚭ Jeanie Kathleen Osborne
                              4. Roger Baynes Hamilton (1864–1895)
                              5. Sidney Whitmore Hamilton (1866–1947), ⚭ Winifred Agnes Josephine Percival
                                1. James Percivalde Courcy Hamilton (1905–1995), ⚭ Elizabeth Millicent Oldfield

                              6. Gwendoline Louisa Hamilton (* 1868)
                              7. Ernest Hamilton (* 1870)

                            2. Gerald de Courcy Hamilton (* 1828), ⚭ I) Henrietta Anna Savile, ⚭ II) Fanny Rusbridger
                              1. I) Constantine de Courcy Hamilton (1861–1927), ⚭ Eliza Susan Eccles Swinton
                                1. Evelyn de Courcy Hamilton (1890–1958), ⚭ John Bruce McMorland (um 1882–1932)
                                2. Violet Anna de Courcy Hamilton (1894–1900)
                                3. Gerald de Courcy Hamilton (1899–1922)

                            3. John de Courcy Hamilton (1823–1894), ⚭ Anna Chapman Hilhouse
                              1. Agatha Geraldine Hamilton (1851–1932)
                              2. Georgina Mary Hamilton (1852–1929)
                              3. William Gerald de Courcy Hamilton (1858–1864)
                              4. Rear-Admiral James de Courcy Hamilton (1860–1936), ⚭ Mabel Eveline Sang
                                1. William Evelyn de Courcy Hamilton (* 1903), ⚭ Ursula Mary Fountain
                                2. Doreen Wevia de Courcy Hamilton (* 1905)

                              5. Fanny Louisa Hamilton (1861–1942)
                              6. Arthur Hilhouse Hamilton (1863–1907), ⚭ Harriet Lilian Haslope
                                1. Beryl de Courcy Hamilton (* 1889)
                                2. Cedric de Courcy Hamilton (1891–1939), ⚭ Maud Alfreda Chester Taylor
                                  1. Carol Elizabeth de Courcy Hamilton (* um 1917)
                                  2. Mervyn Peter de Courcy Hamilton (* 1920), ⚭ Lovell Ann Cullinan
                                    1. Simon Rowland de Courcy Hamilton (* 1944)
                                    2. James Mervyn de Courcy Hamilton (* 1946)
                                    3. Harriet Frances Hamilton (* 1957), ⚭ Ivor Moore-Brabazon, 3. Baron Brabazon of Tara (* 1946)

                              7. Frederick de Courcy Hamilton (1865–1928)
                              8. Alice Maud de Courcy Hamilton (* 1866), ⚭ William Schreiber Hume († 1902)
                              9. Laura Madeline Hamilton (* 1868)
                              10. Mabel de Courcy Hamilton (1872–1962)

                          3. Hans Henry Hamilton (1800–1885)
                            1. Florence Isabel Hamilton († 1924), ⚭ Richard Pierce Butler (1839–1912)

                        4. I) Robert Hamilton, ⚭ Catherine Alexander
                        5. I) John Hamilton, ⚭ Eliza Alexander
                        6. I) Francis Hamilton, ⚭ Rebecca Reynell
                        7. I) James Hamilton (1761–1800)
                          1. John Hamilton († 1844), ⚭ Sophia Stannus
                            1. Caroline Sophia Hamilton, ⚭ Robert Trevor Stannus (1824–1888)

                        8. II) Reverend Richard Hamilton († 1847), ⚭ Catherine Tipping
                          1. Harriette Katherine Hamilton († 1917), ⚭ John Lawrence, 1. Baron Lawrence (1811–1879)
                          2. Alicia Hamilton, ⚭ Evory Kennedy
                          3. Reverend Edward James Hamilton (1819–1896), ⚭ Georgiana Susannah Hart (1818–1882)
                          4. Richard Tipping Hamilton, ⚭ Anna Blacker
                            1. Alice Flora Hamilton († 1945), ⚭ George Herbert Ewart (1857–1924)

                        9. II) Charles Hamilton
                        10. II) Maj.-Gen. Christopher Hamilton (1783–1842), ⚭ Hon. Sarah Handcock

                  2. Hans Hamilton

      2. John Hamilton of Neilsland, ⚭ Elizabeth Hamilton
        1. John Hamilton of Udston († 1568), ⚭ Margaret Dalziel; → Nachfahren, siehe unten:Hamiltons of Udston

##### Hamiltons of Udston
1. John Hamilton of Udston († 1568), ⚭ Margaret Dalziel; → Vorfahren, siehe oben: Hamiltons of Raploch
  1. William Hamilton of Udston, ⚭ Margaret Hamilton
    1. John Hamilton of Udston (1567–nach 1593/vor 1627), ⚭ Margaret Muirhead
      1. William Hamilton of Wishaw († 1642), ⚭ Beatrix Douglas; → Nachfahren, siehe unten: Hamiltons of Wishaw
      2. James Hamilton († vor 1635), ⚭ Margaret Hamilton of Barncleuch
        1. Sir Robert Hamilton, Lord Pressmennan († 1695), Richter am Court of Session, ⚭ Marion Denholm
          1. Marion Hamilton, ⚭ Hon. Sir Hew Dalrymple, 1. Baronet (um 1653–1737)
          2. Cecil Hamilton, ⚭ Sir Robert Stuart, 1. Baronet (um 1655–1710)Wappen der Lords Belhaven and Stenton

Wappen der Lords Belhaven and Stenton

          3. John Hamilton, 2. Lord Belhaven and Stenton (1656–1708), ⚭ Margaret Hamilton
            1. John Hamilton, 3. Lord Belhaven and Stenton († 1721), ⚭ Anne Bruce
              1. Margaret Hamilton, ⚭ Alexander Baird
              2. John Hamilton, 4. Lord Belhaven and Stenton († 1764)
              3. James Hamilton, 5. Lord Belhaven and Stenton († 1777)
              4. Andrew Hamilton († 1736)

            2. James Hamilton († 1732), ⚭ Anne Walkinshaw

          4. Anne Hamilton (1658–1722), ⚭ Alexander Stewart, 5. Lord Blantyre († 1704)
          5. James Hamilton, Lord Pencaitland (1659–1729), Richter am Court of Session, ⚭ Catherine Denholm
            1. John Hamilton of Pencaitland († 1724), ⚭ Margaret Menzies
            2. Alexander Hamilton († 1758), ⚭ Mary Kinloch
              1. Mary Hamilton († 1797), ⚭ William Nisbet of Dirleton

            3. Marion Hamilton (* 1685), ⚭ Admiral James Graham of Airth (* 1676)
            4. Robert Hamilton (* 1686)
            5. Anna Hamilton (* 1698)
            6. Margaret Hamilton (* 1700), ⚭ Sir Alexander Gibson, 3. Baronet († 1774)

        2. Quintin Hamilton of Barncleuch
          1. John Hamilton († vor 1705)

        3. James Hamilton († 1684), ⚭ Helen Hamilton
        4. Sir Archibald Hamilton, 1. Baronet (of Rosehall) († 1709), ⚭ I) Catherine Jardine, ⚭ II) Anne Murray
          1. Anne Hamilton, ⚭ William Cuninghame of Brownhill
          2. I) Margaret Hamilton (1666–1704), ⚭ James Hamilton of Dalzell and Orbieston (1670–1727)
          3. II) Euphemia Hamilton, ⚭ Charles Hamilton (* 1678)
          4. II) Sir James Hamilton, 2. Baronet (of Rosehall) (1682–1750), ⚭ Hon. Frances Stuart
          5. II) Sir Hugh Hamilton, 3. Baronet (of Rosehall) (1683–1755), ⚭ Margaret Stirling
            1. Marion Hamilton († 1757)

      3. John Hamilton, ⚭ Helen Whiteford Milton
        1. John Hamilton, ⚭ N.N. Stewart
          1. John Hamilton, ⚭ Margaret Cleland
            1. John Hamilton, ⚭ Elizabeth Brown
              1. Alexander Hamilton, ⚭ Elizabeth Cumming
                1. William Hamilton, Lord Belhaven and Stenton († 1796)

          2. Helen Hamilton, ⚭ James Hamilton († 1684)
          3. Anne Hamilton, ⚭ William Hamilton of Wishaw

    2. Margaret Hamilton (* vor 1614), ⚭ Sir James Hamilton, 1. Baronet (of Broomhill) (vor 1605–vor 1647)

###### Hamiltons of Wishaw
1. William Hamilton of Wishaw († 1642), ⚭ Beatrix Douglas; → Vorfahren, siehe oben: Hamiltons of Udston
  1. William Hamilton of Wishaw († 1724), ⚭ I) Anne Hamilton, ⚭ II) Mary Erskine
    1. I) Robert Hamilton of Wishaw (1664–1726), ⚭ Jean Hamilton
      1. William Hamilton of Wishaw (1690–1756), ⚭ Bethia Hamilton
        1. John Hamilton of Newton
          1. Jacobina Hamilton († 1792), ⚭ Sir James Dunbar, 3. Baronet († 1782)

        2. Charles Hamilton of Wishaw (1727–1763)
        3. William Hamilton (1728–1763)
        4. Robert Hamilton of Wishaw, de iure 6. Lord Belhaven and Stenton (1731–1784), ⚭ Susan Balfour
          1. William Hamilton, 7. Lord Belhaven and Stenton (1765–1814), ⚭ Penelope Macdonald
            1. Hon. Susan Mary Hamilton († 1856), ⚭ Peter Ramsay
            2. Hon. Jame Hamilton († 1820), ⚭ Rear-Admiral Charles Sotheby
            3. Robert Hamilton, 8. Lord Belhaven and Stenton (1793–1868), ⚭ Hamilton Campbell (um 1790–1873)

          2. Hon. Jean Hamilton (* 1769), ⚭ George Ramsay
          3. Bethia Hamilton (1770–1809), ⚭ William Ramsay

      2. James Hamilton of Stevenston (1700–1769), ⚭ I) Helen Baillie, ⚭ II) Elizabeth Cunningham
        1. I) James Hamilton of Stevenston (1745–1812), ⚭ Mary Nisbet
          1. Archibald Hamilton (1774–1823), ⚭ Mary Clarke
            1. James Hamilton, 9. Lord Belhaven and Stenton (1822–1893), ⚭ Georgina Watson
              1. Hon. Leonore Hamilton (1878–1946), ⚭ Captain Robert Whiteside
              2. Hon. May Hamilton (1879–1970), ⚭ Stanhope Hemphill, 2. Baron Hemphill (1853–1919)
              3. Hon. Clarice Hamilton (1881–1951), ⚭ Francis Napier, 12. Lord Napier (1876–1941)
              4. Hon. Muriel Hamilton (1884–1961), ⚭ Major William Martin
              5. Hon. Winifred Hamilton (1886–1932)
              6. Hon. Dorothy Hamilton (1888–1951), ⚭ Major Bertram Wakley
              7. Hon. Georgina Hamilton (* 1889), ⚭ I) James Simpson, ⚭ II) Squadron-Leader Alfred Horsley-Carr († 1926)

            2. Archibald Hamilton (1822–1839)

    2. II) Charles Hamilton (* 1678), ⚭ Euphemia Hamilton
      1. Charlotte Hamilton
      2. Bethia Hamilton (1702–1785), ⚭ William Hamilton of Wishaw (1690–1756)
      3. Archibald Hamilton (* 1703)

    3. II) Alexander Hamilton (1693–1781), ⚭ I) Frances Dalzell, ⚭ II) Barbara Lilley
      1. II) Venerable Anthony Hamilton (1739–1812), ⚭ Anne Terrick
        1. Charlotte Hamilton (* 1767)
        2. William Hamilton (1777–1859), ⚭ Juliana Udny
          1. William John Hamilton (1805–1867), ⚭ I) Martin Trotter, ⚭ II) Hon. Margaret Dillon
            1. I) Lt.-Col. Robert Hamilton (1833–1883), ⚭ Charlotte Palmer
              1. Edith Hamilton († 1951), ⚭ Norman Sinclair
              2. Violet Hamilton, ⚭ Joseph Forman
              3. William Hamilton (1864–1873)
              4. Mary Hamilton (1882–1942), ⚭ Henry Newton

            2. II) Margaret Hamilton († 1915), ⚭ Louis Ames
            3. II) Florence Hamilton († 1904), ⚭ Sir Thomas Lister (1832–1902)
            4. II) Victoria Hamilton († 1917), ⚭ Commodore James Goodenough († 1875)
            5. II) Alexander Hamilton, 10. Lord Belhaven and Stenton (1840–1920), ⚭ Georgiana Richmond († 1932)
              1. Lt.-Col. Ralph Hamilton, Master of Belhaven (1883–1918), ⚭ Lady Grizel Cochrane (1880–1976)

            6. II) Lt.-Col. Constantine Hamilton (1843–1885)
            7. II) Archibald Hamilton (1847–1886), ⚭ Elizabeth Ann Billyard
              1. Margaret Hamilton († 1965), ⚭ Colonel Hon. Alfred Harris (1877–1943)
              2. Robert Hamilton-Udny, 11. Lord Belhaven and Stenton (1871–1950), ⚭ I) Kathleen Bromhead, ⚭ II) Sheila Pearson
                1. I) Hon. Julia Hamilton (1901–1971), ⚭ FitzRoy Somerset, 4. Baron Raglan (1885–1964)
                2. I) Robert Hamilton, 12. Lord Belhaven and Stenton (1903–1961), ⚭ I) Heather Bell, ⚭ II) Cyrilla Binns
                  1. I) Robert Hamilton, 13. Lord Belhaven and Stenton (1927–2020), ⚭ I) Rosemary Williams, ⚭ II) Elizabeth Ann Moseley, ⚭ III) Malgorzata Hruzik-Mazurkiewicz
                    1. I) Leora Hamilton
                    2. II) Frederick Hamilton, Master of Belhaven (* 1953), ⚭ I) Elizabeth Anne Tredinnick, ⚭ I) Philippa Whitehead
                      1. I) William Hamilton (* 1982)
                      2. I) James Hamilton (* 1984)
                      3. II) Olivia Hamilton (* 1993)

                    3. II) Hon. Julia Hamilton (* 1956), ⚭ I) Richard Newbury, ⚭ II) Stephen Hobbs, ⚭ III) Trevor Mostyn
                    4. III) Hon. Alexandra Hamilton (* 1987)

                  2. II) Hon. Janet Hamilton (1946–1955)

                3. II) Hon. Margaret Hamilton (* 1939), ⚭ Clifford Schellenberg
                4. II) Dr. Hon. Victoria Hamilton (* 1941), ⚭ Nicholas Tufnell

          2. Alexander Hamilton (1806–1827)
          3. Captain Henry Hamilton (1808–1879), ⚭ Maria Walpole Keppel
            1. Admiral Sir Louis Hamilton (1890–1957)
            2. Captain Henry Hamilton (* 1892), ⚭ Margaret Stilwell
            3. Alexandra Hamilton (1897–1974), ⚭ Hon. Ronald Douglas (1890–1922)
            4. Jean Hamilton (1899–1962)

          4. Charles Hamilton (1809–1860)
          5. Arthur Richard Hamilton (1814–1882), ⚭ I) Charlotte Cox, ⚭ II) Annie Steele
            1. II) Arthur Hamilton (1872–1930), ⚭ Mabel Harrower
              1. Gladys Hamilton (* 1908), ⚭ Walter Jorgeson
                1. Robert Jorgeson (* 1929)
                2. Allen Jorgeson (* 1932)
                3. Lynda Jorgeson (* 1940)
                4. Ellen Jorgeson (* 1942)

            2. II) Charles Hamilton (1874–1960), ⚭ Alice May Thorn
              1. Rose Hamilton (* 1908), ⚭ I) George W. Easter, ⚭ II) Rt. Rev. William Crump
              2. Major Frederick Hamilton (1910–1997), ⚭ Alice Stevenson
                1. Mary Hamilton (* 1947), ⚭ I) Donald Trueman, ⚭ II) Michael Halligan
                2. Catherine Hamilton (* 1949), ⚭ Robert Webster

              3. Richard Hamilton (* 1912), ⚭ Muriel McLeod
                1. Betty Hamilton (* 1934), ⚭ W. Lexton Young
                2. Margaret Hamilton (* 1935), ⚭ Clare Vrooman
                3. Gertrude Hamilton (* 1936), ⚭ Neil Cline
                4. Joyce Hamilton (* 1938), ⚭ Owen Vrooman

        3. Terrick Hamilton (1778–vor 1781)
        4. Venerable Anthony Hamilton (1778–1851), ⚭ Charity Graeme Farquhar
          1. Jane Hamilton († 1842), ⚭ Reverend Thomas Sotheby
          2. Rt. Rev. Walter Kerr Hamilton (1808–1869), ⚭ Isabel Lear
            1. Ethel Hamilton
            2. Alice Hamilton († 1939), ⚭ Reverend Robert Moberly
            3. Maude Hamilton († 1942), ⚭ Reverend Edward Ottley
            4. Lucy Hamilton († 1902), ⚭ Reverend Francis Philipps
            5. Rt. Hon. Sir Edward Hamilton (1847–1908)
            6. Clement Hamilton (1854–1923), ⚭ Fanny Winch
              1. Ethel Hamilton (* 1900)
              2. Eleanor Hamilton (* 1902)
              3. Marjorie Hamilton (* 1907)

            7. Eleanor Hamilton (1859–1907), ⚭ Dr. Ernest Kingscote
            8. Sydney Hamilton (1865–1926)

          3. Edward Hamilton (1809–1898), ⚭ Ann Thacker
            1. Frances Hamilton († 1915)
            2. Julia Hamilton († 1943)
            3. Ann Hamilton († 1944)
            4. Margaret Hamilton († 1939)
            5. Mary Hamilton († 1951)
            6. Emily Hamilton (1846–1942), ⚭ Francis Barnett
            7. Terrick Hamilton (1851–1925), ⚭ Alice Scott
              1. Annie Hamilton, ⚭ William Cowen
              2. Terrick Hamilton (* 1881), ⚭ Agnes Lynch
                1. Anthony Hamilton (* 1905), ⚭ Helen Doherty
                  1. Patrick Hamilton (* 1928), ⚭ Dulcie Emily Hafey
                    1. Patrick Hamilton (* 1954), ⚭ Maree Fitzgerald
                      1. Michelle Hamilton (* 1978)
                      2. Brendan Hamilton (* 1979)

                    2. Anthony Hamilton (* 1955), ⚭ Suzanne Heineman
                      1. Alison Hamilton (* 1975)
                      2. Janie Hamilton (* 1978)

                    3. Terrick Hamilton (* 1957), ⚭ Heather-Anne Watson
                    4. Dale Hamilton (* 1959)

                  2. Margaret Hamilton (* 1930), ⚭ I) Brian Denny, ⚭ II) Roy Carige
                  3. Marjorie Hamilton (* 1935), ⚭ Donald McKnight
                  4. Elyston Hamilton (* 1936), ⚭ Norma Ilott
                    1. Jeanette Hamilton (* 1963)
                    2. Kathleen Hamilton (* 1966)

                  5. Helen Hamilton (* 1938), ⚭ Russell McQuie
                  6. Reginald Hamilton (* 1940), ⚭ Thelda Rosemary Park
                    1. Glenn Hamilton (* 1963)
                    2. Bradley Hamilton (* 1965)
                    3. Ashley Hamilton (* 1969)
                    4. Steven Hamilton (* 1971)

                  7. Rita Hamilton (* 1941), ⚭ Allan Park

                2. Julia Hamilton (* 1908), ⚭ John Whitman
                3. Mary Hamilton (* 1911), ⚭ Thorwald Widt
                4. Vernon Hamilton (* 1914), ⚭ Gloria Volk
                  1. Ian Hamilton (* 1944), ⚭ Patti O’Neil
                    1. Roderick Hamilton (* 1969)
                    2. Simon Hamilton (* 1974)
                    3. Ashley Hamilton (* 1980)

                  2. Joy Hamilton (* 1947), ⚭ Geoffrey O’Neil

                5. John Hamilton (* 1917), ⚭ Olive Russell
                  1. Margaret Hamilton (* 1938), ⚭ I) Colin Miller, ⚭ II) William Dolgner
                  2. Peter Hamilton (* 1939), ⚭ Joan Kuhn
                    1. Geoffrey Hamilton (* 1962)
                    2. Peter Hamilton (* 1966)

                  3. Mary Hamilton (* 1948), ⚭ William Eckel
                  4. Alan Hamilton (* 1952), ⚭ Marilyn Ann Ward
                    1. Rosalea Hamilton (* 1975)
                    2. John Hamilton (* 1976)
                    3. Jantelle Hamilton (* 1978)
                    4. Michael Hamilton (* 1981)

                6. William Hamilton (* 1921), ⚭ Jean Elsie Higgins
                  1. Diane Hamilton, ⚭ Daniel Cameron
                  2. Marie Hamilton (* 1947), ⚭ Dale McDonald
                  3. Lynda Hamilton (* 1949), ⚭ Robert Sing
                  4. Mary Hamilton (* 1950), ⚭ John King
                  5. Charmaine Hamilton (* 1962), ⚭ Steven Bailey

                7. Eileen Hamilton (* 1925), ⚭ Roland Smith

              3. Alice Hamilton (1883–1968), ⚭ Esmond Shadforth
              4. Charles Hamilton (1885–1961), ⚭ Olivia Palmer
                1. Olivia Hamiltonn (* 1913), ⚭ Edmund Rockett
                2. Margaret Hamilton (* 1915), ⚭ I) Ernest Bellingham, ⚭ II) William McCulloch
                3. Kepple Hamilton (* 1917), ⚭ Dudley Milton
                4. Charles Hamilton (* 1919), ⚭ Nellie Watson
                  1. Judith Hamilton (* 1945)
                  2. Lexie Hamilton (* 1949)
                  3. Noel Hamilton (* 1953)

              5. John Hamilton (* 1888)
              6. Reginald Hamilton (* 1890)

            8. Charles Hamilton (1857–1955), ⚭ Anna Gertrude Montgomerie Lang
              1. Edward Hamilton (1893–1949), ⚭ Alice Turner
              2. Margaret Hamilton (* 1895)
              3. Katharine Hamilton (1899–1948), ⚭ Sebastian Brunicardi
              4. Winifred Hamilton (1905–1986), ⚭ James Spencer

            9. Harvie Hamilton (1861–1917), ⚭ Edith Moore
              1. Constance Hamilton
              2. Sibyl Hamilton
              3. Clive Hamilton (1896–1909)
              4. Anthony Hamilton (* 1901)

        5. Terrick Hamilton (1781–1876)

#### Hamiltons of Fairholm
1. Allan Hamilton of Fairholm († 1530); → Vorfahren siehe oben: Hamiltons of Cadzow
  1. James Hamilton († vor 1530)
  2. John Hamilton of Fairholm († vor 1548)
    1. Margaret Hamilton, ⚭ Henry Falconer

  3. Robert Hamilton of Fairholm and of Aldtoun and Milburne († um 1554)
    1. Mathew Hamilton of Fairholm and of Aldtoun and Milburne († 1564), ⚭ Agnes Livingstone
      1. Henry Hamilton of Fairholm and of Houston († vor 1574), ⚭ Agnes Livingstone
      2. Michael Hamilton
      3. John Hamilton, ⚭ Jean Hamilton
        1. Mariote Hamilton

      4. Libra Hamilton, ⚭ Alex Home
      5. Janet Hamilton

    2. John Hamilton († 1568)
    3. Robert Hamilton Fairholm and of Milburne and Houston († 1577), ⚭ Margaret Hamilton
      1. Margaret Hamilton, ⚭ James Maxwell
      2. Robert Hamilton of Fairholm and of Milburne (1576–1646), ⚭ I) Marion Lockhart, ⚭ II) Isobel Hamilton
        1. I) James Hamilton († vor 1696), ⚭ Agnes Bruton
          1. Charles Hamilton († 1664)

        2. I) John Hamilton
        3. I) Thomas Hamilton
        4. I) Isobel Hamilton
        5. II) Gavin Hamilton
        6. II) Archibald Hamilton († 1651)
          1. Lt.-Gen. Frederick Hamilton († 1732)
          2. Colonel George Hamilton († 1728), ⚭ Lettice Newburgh
          3. Sidney Hamilton
          4. Elizabeth Hamilton
          5. Mary Hamilton

        7. II) William Hamilton
        8. II) Jean Hamilton, ⚭ William Brown of Dolphinton
        9. II) Margaret Hamilton, ⚭ John Muirhead of Braidenhill
        10. II) Mary Hamilton
        11. II) Isobel Hamilton
        12. II) Robert Hamilton of Fairholm and of Milburne († 1654), ⚭ Isobel Hamilton
          1. Robert Hamilton († 1668), ⚭ Margaret Hamilton
          2. Margaret Hamilton, ⚭ William Stevenson
          3. Anne Hamilton, ⚭ John Hamilton of Boggs

    4. Allan Hamilton of Fairholm († vor 1585)
    5. Patrick Hamilton of Fairholm, ⚭ Janet Pollocke
      1. Robert Hamilton of Fairholm († 1656), ⚭ I) Marie Rae, ⚭ II) Rebecca Hamilton († 1698)
        1. I) John Hamilton of Fairholm (1640–1696), ⚭ I) Elizabeth Crawford, ⚭ II) Margaret Brown
          1. I) Robert Hamilton (1665–1666)
          2. I) Marie Hamilton (1667–1674)
          3. I) Elizabeth Hamilton (1669–1763), ⚭ John Roberton of Earnock
          4. I) James Hamilton (1671–1675)
          5. I) Alex Hamilton (1673–1673)
          6. I) Rebecca Hamilton (1674–1675)
          7. II) John Hamilton of Fairholm (1679–1726), ⚭ Margaret Roberton
            1. John Hamilton (1708–1709)
            2. James Hamilton (1710–1711)
            3. John Hamilton (1711–1713)
            4. Robert Hamilton (1713–1716)
            5. Charles Hamilton of Fairholm (1715–1776), ⚭ Jacobina Stuart
              1. Charlotte Hamilton (* 1757), ⚭ John Ogill
              2. Charles Hamilton of Fairholm and Kirkton (1766–1821), ⚭ Anne Scrivener
                1. Hannah Hamilton
                2. Jacobina Hamilton
                3. Harriet Hamilton
                4. Anne Hamilton (* 1798), ⚭ I) Colonel Peter Maxwell, ⚭ II) James Hall
                5. Charles Hamilton (1799–1817)
                6. John Hamilton of Fairholm and Kirkton (1804–1867), ⚭ Grace Hamilton († 1888)
                7. Frances Hamilton (* 1806)
                8. James Hamilton (1807–1844), ⚭ Margaret Dick
                  1. Eliza Hamilton (1839–1875), ⚭ Colonel James Stevenson of Braidwood
                  2. Anne Hamilton (1840–1906), ⚭ Stewart Soutar-Robertson

                9. Charlotte Hamilton (* 1809)
                10. Jane Hamilton (* 1811)
                11. Caroline Hamilton (1812–um 1813)

            6. Margaret Hamilton (1717–1800), ⚭ I) Robert Wilson, ⚭ II) Robert Cullen of Parkhead
            7. Robina Hamilton (1722–1769), ⚭ Alexander Thomson

          8. II) William Hamilton (1681–1682)
          9. II) Margaret Hamilton (1682–1686)
          10. II) Marie Hamilton (* 1684)
          11. II) James Hamilton (1686–1694)
          12. II) Robert Hamilton (1688–1694)
          13. II) Margaret Hamilton (* 1689)
          14. II) Anna Hamilton (* 1693)

        2. I) Jean Hamilton († 1642)
        3. I) Anna Hamilton († 1643)
        4. II) Anna Hamilton (1653–1654)
        5. II) Robert Hamilton (1654)

      2. Patrick Hamilton
      3. William Hamilton († 1641)
      4. Quintin Hamilton († 1656)
      5. Margaret Hamilton, ⚭ Robert Weir

    6. Walter Hamilton
    7. Elizabeth Hamilton, ⚭ I) Quintin Weir, ⚭ II) William Weir

  4. Oliver Hamilton, ⚭ Marion Hamilton
  5. Hugh Hamilton

#### Hamiltons of Dalserf
1. John Hamilton of Dalserf († nach 1460); → Vorfahren siehe oben: Hamiltons of Cadzow
  1. Robert Hamilton of Dalserf
    1. Robert Hamilton of Dalserf (vor 1544–vor 1579), ⚭ Sarah Brisbane
      1. Archibald Hamilton (vor 1551–1586), ⚭ Anna Kennedy (* um 1555)
        1. Malcolm Hamilton (um 1585–1629), anglikanischer Erzbischof von Cashel, ⚭ Mary Wilkie (* um 1585)
          1. Archibald Hamilton of Ballygally and Moyner (* um 1611)
          2. Malcolm Hamilton (* um 1612)
          3. Hugh Hamilton, 1. Baron Hamilton of Glenawly († 1679), Friherre af Deserf, ⚭ I) Margaret Forratt († 1653), ⚭ II) Jacomina, ⚭ III) Susanna Balfour († 1687)
            1. I) Bridget Hamilton, ⚭ Kustaa Adolf Skytte, Friherre af Tuutarhovi
            2. III) William Hamilton, 2. Baron Hamilton of Glenawly (um 1639–1681)
            3. III) Arabella Hamilton (* um 1641), ⚭ Marcus Trevor, 3. Viscount Dungannon
            4. III) Henrietta Hamilton († 1669)
            5. III) Nichola Hamilton (1666–1713), ⚭ I) Sir Tristram Beresford, 3. Baronet (1669–1701), ⚭ II) Sir Richard Gorges of Kilbrew

          4. John Hamilton, Friherre af Deserf (um 1610–1696), ⚭ Jean Somerville
            1. Malcolm Hamilton, Friherre af Hageby (1635–1699), ⚭ Katarina Makeléer
              1. Hugo Johan Hamilton, Friherre af Hageby (1668–1748), ⚭ I) Katarina Falkenberg, ⚭ II) Anna Fleming
                1. Karl Fredrik Hamilton, Friherre af Hageby (1706–1753)

            2. Hugo Hamilton, Friherre af Hageby (1655–1724), schwedischer Generalmajor, ⚭ Anna Margareta Henriksdotter (1668–1722)[1]
              1. Johann Henrik Hamilton (1692–1736), Generalmajor in holsteinischen Diensten, ⚭ Sidonia Juliana Lewenhaupt
              2. Jakob Ludvig Hamilton (1698–1768), Militär in französischen Diensten, Maréchal de camp und Ritter des St. Louis Orden, ⚭ Carolina Lewenhaupt
              3. Gustaf David Hamilton, Greve Hamilton (1699–1788), schwedischer Feldmarschall, ⚭ Jakobina Henrietta Hildebrand (1717–1769)
                1. Hugo Vilhelm Hamilton (1741–1800), schwedischer Generalleutnant, ⚭ Johanna Maria Petersén (1760–1838)
                2. Adolf Ludvig Hamilton, Greve Hamilton (1747–1802), ⚭ Eva Kristina de Besche
                  1. Gustaf Wathier Hamilton, Greve Hamilton (1783–1835), ⚭ I) Maria Helena von Strokirch, ⚭ II) Hedvig Carolina Hamilton
                    1. I) Henning Ludvig Hugo Hamilton, Greve Hamilton (1814–1886), ⚭ Maria Katarina von Rosen
                      1. Henning Robert Hugo Hamilton, Greve Hamilton (1842–1900) → Nachfahren

          5. Lewis Hamilton, Friherre af Deserf, ⚭ Anna Grubbe-Stiernfelt
            1. Gustav Hamilton († 1691), Friherre af Deserf, Gouverneur von Enniskillen, ⚭ Margaret Jones
              1. Andrew Hamilton
              2. Gustav Hamilton

    2. Patrick Hamilton (* um 1546)

#### Hamiltons of Preston
1. Sir James Hamilton of Fingalton and Preston, ⚭ Agnes Hamilton; → Vorfahren, siehe oben: Hamiltons of Cadzow
  1. Sir Robert Hamilton of Fingalton and Preston († um 1488), ⚭ Margaret Johnstone
    1. Sir Robert Hamilton of Fingalton and Preston († um 1522), ⚭ I) Margaret Mowat, ⚭ II) Marion Crichton, ⚭ III) Helen Schaw
      1. I) Robert Hamilton of Preston, ⚭ Katherine Tweedie
        1. James Hamilton († 1523)
        2. Sir David Hamilton of Preston, ⚭ Janet Baillie
          1. George Hamilton of Preston († 1608), ⚭ Barbara Cockburn
            1. Sir John Hamilton of Preston († 1644), ⚭ Johanna Otterburn
              1. Robert Hamilton († 1632)
              2. John Hamilton of Preston († 1647), ⚭ I) Anne Dalzell, ⚭ II) Margaret Seton

            2. James Hamilton, ⚭ Margaret Inglis
            3. Robert Hamilton of Newhaven, ⚭ Janet Johnstone
              1. Sir Thomas Hamilton of Preston († 1672), ⚭ I) Margaret Murray, ⚭ II) Anne Hamilton, ⚭ III) Rachel Burnet
                1. II) Sir William Hamilton, 1. Baronet (of Preston) (1645–1690), ⚭ Rachel Nicolson
                  1. Rachel Hamilton
                  2. Anne Hamilton, ⚭ I) Thomas Oswald, ⚭ II) Gilbert Burnet
                  3. Jane Hamilton, ⚭ George Stirling of Letham

                2. II) Sir Robert Hamilton, 2. Baronet (of Preston) (1650–1701)

              2. Patrick Hamilton († 1595)

        3. Janet Hamilton, ⚭ John Hamilton of Broomhill (fl. 1560)
        4. Giles Hamilton, ⚭ John Stewart of Hallcraig

      2. John Hamilton of Airdrie (⚔ 1513), ⚭ Ellen Crawford
        1. Methusalem Hamilton of Airdrie, ⚭ Christian Bell
          1. Gavin Hamilton of Airdrie († 1591), ⚭ Isabella Roberton
            1. John Hamilton of Airdrie (1569–1648), ⚭ Janet Hamilton
              1. John Hamilton, ⚭ Margaret Hamilton
              2. Gavin Hamilton of Airdrie († 1681), ⚭ Jane Montgomery
                1. Robert Hamilton of Airdrie († um 1720), de iure 3. Baronet (of Preston), ⚭ Elizabeth Cochrane
                  1. William Hamilton of Airdrie (1681–1749), de iure 4. Baronet (of Preston), ⚭ Margaret Bogie
                    1. John Hamilton
                    2. James Hamilton
                    3. Elizabeth Hamilton, ⚭ Reverend Daniel St. Clair
                    4. Robert Hamilton of Airdrie (1714–1756), de iure 5. Baronet (of Preston), ⚭ Mary Baird
                      1. Grizel Hamilton, ⚭ John Arnot
                      2. Mary Hamilton, ⚭ Thomas Cochrane
                      3. William Hamilton (1748–1756), de iure 6. Baronet (of Preston)
                      4. John Hamilton (um 1750–1778), de iure 7. Baronet (of Preston)
                      5. Robert Hamilton (1754–1799), de iure 8. Baronet (of Preston)

                    5. Thomas Hamilton (1728–1781), ⚭ Isabel Anderson
                      1. William Hamilton (um 1760–1793), ⚭ Elizabeth Stirling
                        1. Sir William Hamilton, 9. Baronet (of Preston) (1788–1856), ⚭ Janet Marshall
                          1. Elizabeth Hamilton († 1882)
                          2. General Sir William Stirling-Hamilton, 10. Baronet (of Preston) (1830–1913), ⚭ Eliza Marcia Barr
                            1. Louisa Stirling-Hamilton († 1863)
                            2. Janet Stirling-Hamilton († 1941)
                            3. Elizabeth Stirling-Hamilton
                            4. Mary Stirling-Hamilton († 1949)
                            5. Eliza Stirling-Hamilton († 1933)
                            6. Sir William Stirling-Hamilton, 11. Baronet (of Preston) (1868–1946), ⚭ Mabel Mary Tyndall
                              1. Sir Robert William Stirling-Hamilton, 12. Baronet (of Preston) (1903–1982), ⚭ Eileen Southwell
                                1. Joanna Eileen Stirling-Hamilton (1930–2015), ⚭ Lt.-Col. Ian Kroyer Mackinnon (1929–2015)
                                2. Malcolm Kenneth William Stirling-Hamilton (1934–1936)
                                3. Eila Mary Stirling-Hamilton (* 1939), ⚭ Timothy Martin Woodford († 1966)
                                4. Sir Bruce Stirling-Hamilton, 13. Baronet (of Preston) (1940–1989), ⚭ Stephanie Campbell
                                  1. Georgina Claire Stirling-Hamilton (* 1970)
                                  2. Sir Malcolm William Bruce Stirling-Hamilton, 14. Baronet (of Preston) (* 1979)
                                  3. Iona Stephanie Stirling-Hamilton (* 1985)

                            7. John Stirling-Hamilton (1873–1932)

                          3. Hubert Hamilton (1834–1901), ⚭ Louisa Wentworth-Davidson
                            1. William Hamilton (1869–1958), ⚭ Kathleen Elsmie
                              1. Kathleen Elizabeth Hamilton, ⚭ Edward Reginald Pierssene († 1954)
                              2. Hubert Hamilton (1902–1940)
                              3. Robert William Hamilton (1905–1995), ⚭ Eileen Hetty Lowick
                                1. Penelope Frances Hamilton (* 1936), ⚭ Major Robert Alan Mountcastle Seeger
                                2. Reverend Andrew Robert Hamilton (* 1937), ⚭ Josephine Mary Sargant
                                3. William Alexander Hubert Hamilton (* 1941), ⚭ Cecilia Louise Somerville Catt
                                  1. Major Alexander James Erling Hamilton (* 1967), ⚭ Angelika Ilse Oehrl
                                    1. Caspar William Klaus Hamilton (* 2002)

                                  2. Anna Cecilia Louise Hamilton (* 1969), ⚭ Richard John Young

                                4. Thomas Hamilton (* 1952), ⚭ Sally Lisa McArthur
                                  1. Robert Louis Hamilton (* 1993)
                                  2. Minnie Hamilton (* 1999)

                                5. Katharine Jane Patricia Hamilton (* 1955), ⚭ Bernard Francis Purcell

                            2. Hubert Hamilton (* 1878)
                            3. Major Henry Austin Hamilton (1880–1916), ⚭ Madeleine Marthe Émilie Marie Toucas
                              1. Anthony Edmund Hubert Hamilton (1908–1944)
                              2. Archibald George Hamilton (1909–1934)

                          4. Thomas Hamilton (1843–1918), ⚭ Helen Nutt
                            1. Helen Gladys Hamilton († 1984), ⚭ John Watson Simpson († 1929)
                            2. Lt.-Col. William Gavin Hamilton (1874–1937), ⚭ I) Louise Cunningham, ⚭ II) Helen Mcphee
                              1. Margaret Audrey Hamilton (* 1918), ⚭ Charles Ian Turcan
                              2. John William Stirling Hamilton (1919–1959), ⚭ Kathleen Dorothea Thomson
                                1. Alison Lesley Hamilton (* 1947), ⚭ Nicholas Parsons
                                2. Daphne Helen Hamilton (* 1950), ⚭ Michael Murray
                                3. Alastair Colin Stirling Hamilton (* 1954), ⚭ Miranda Louise Boughey
                                  1. Rory Colin Stirling Hamilton (* 1980)
                                  2. James Alexander Hamilton (* 1982)
                                  3. Thomas Daniel Hamilton (* 1986)

                              3. Alastair Gavin Hamilton (* 1922), ⚭ Gillian Bomford
                                1. Gail Hamilton (1958–1993), ⚭ Patrick J. Dempsey
                                2. John Gavin Hamilton (* 1960)
                                3. Katharine Hamilton (* 1964), ⚭ R. Martin Pender

                            3. Hubert Stirling Hamilton (1879–1963)

                        2. Thomas Hamilton (1789–1842), ⚭ I) Annette Campbell, ⚭ II) Maria Frances Geslip de Latour

                  2. Louisa Hamilton, ⚭ Balfour of Pilrig

                2. William Hamilton († 1732), Rektor der Universität Edinburgh

              3. Janet Hamilton (1629–1656), ⚭ William Lindsay of Holmbarn and Caldersyd

      3. James Hamilton
      4. David Hamilton of Langton and Olivestob, ⚭ Margaret Seton
      5. Margaret Hamilton, ⚭ Robert Dalzell († 1549)

    2. Patrick Hamilton
    3. James Hamilton

  2. Marjory/Mary Hamilton, ⚭ James Hamilton of Cambuskeith
  3. Elizabeth/Gelis Hamilton

#### Hamiltons of Cambuskeith
1. David Hamilton of Cambuskeith († um 1436); → Vorfahren, siehe oben: Hamiltons of Cadzow
  1. James Hamilton of Cambuskeith, ⚭ Marjory/Mary Hamilton
    1. John Hamilton of Cambuskeith, ⚭ Marion Maxwell († um 1489)
      1. Alexander Hamilton of Cambuskeith, ⚭ Marion Cunninghame
        1. John Hamilton of Cambuskeith († 1547), ⚭ I) Janet Stewart, ⚭ II) Janet Montgomery
          1. I) William Hamilton of Cambuskeith († um 1561), ⚭ Christian Farquhar
            1. John Hamilton of Cambuskeith, ⚭ I) Jane Montgomery of Hazlehead, ⚭ II) Janet Stewart
              1. I) John Hamilton of Cambuskeith, ⚭ Janet Cunninghame
              2. II) David Hamilton of Ludson and Grange, ⚭ Marion Campbell; → Nachfahren siehe unten: Hamiltons of Grange
              3. II) Thomas Hamilton

          2. Arthur Hamilton
          3. Elizabeth Hamilton

        2. William Hamilton of Mackneirstom and of Sorn and Sanquhar
          1. Sir William Hamilton of Sanquhar, ⚭ Jean/Janet Campbell
            1. William Hamilton of Sanquhar
            2. Isabel Hamilton, ⚭ Robert Sempill, 3. Lord Sempill (um 1505–1576)

          2. Bernard Hamilton
          3. Isabel Hamilton (um 1534–1604), ⚭ George Seton, 5. Lord Seton (1531–1586)
          4. Catherine Hamilton
          5. Agnes Hamilton († 1609), ⚭ William Cuninghame of Caprington (fl. 1583)

##### Hamiltons of Grange

Wappen der Hamiltons of Grange

1. David Hamilton of Ludson and Grange, ⚭ Marion Campbell; → Vorfahren, siehe oben: Hamiltons of Cambuskeith
  1. [...]
    1. Alexander Hamilton of Grange, ⚭ 1730 Elizabeth Pollock
      1. John Hamilton of Grange (1712–1771)
      2. Robert Hamilton of Grange (1715–1774)
      3. Alexander Hamilton (* 1717), ⚭ Rachel Cunninghame
        1. Alexander Hamilton of Grange († 1837)
        2. Elizabeth Hamilton, ⚭ Robert Cunninghame of Auchenharvie
        3. Margaret Hamilton, ⚭ Reverend Thomas Pollock
        4. Joana (oder Frances) Hamilton, ⚭ Edward M'Cormick
        5. Jane Hamilton

      4. James A. Hamilton (1718–1799)
        1. (illegitim) James A. Hamilton, Jr. (1753–1786), ⚭ Courtney Bailey (* 1760)
          1. Franklin Hamilton
            1. Benjamin Franklin Hamilton (1825–1898), ⚭ I) Elizabeth Nahragan († 1865), ⚭ II) Catherine Holley (1841–1918)

          2. Mary Ann Courtney Hamilton (1802–1884), ⚭ Thomas W. Tucker (1802–1881)

        2. (illegitim) Alexander Hamilton (1755/57–1804), US-amerikanischer Gründervater, ⚭ Elizabeth Schuyler (1757–1854)
          1. Philip Hamilton (1782–1801)
          2. Angelica Hamilton (1784–1857)
          3. Alexander Hamilton Jr. (1786–1875), ⚭ Eliza P. Knox († 1871)
          4. James Alexander Hamilton (1788–1878), ⚭ Mary Morris († 1869)
            1. Elizabeth „Eliza“ Hamilton (1811–1863), ⚭ George Lee Schuyler (1811–1890)
            2. Frances „Fanny“ Hamilton (1813–1887), ⚭ George Russel James Bowdoin (1809–1870)
            3. Alexander Hamilton Jr. (1816–1889), ⚭ Angelica Livingston (1820–1896)
              1. Alexander Hamilton (1848–1849)

            4. Mary Morris Hamilton (1818–1877), ⚭ George Lee Schuyler (1811–1890)
            5. Angelica Hamilton (1819–1868), ⚭ Richard Milford Blatchford (1798–1875)

          5. John Church Hamilton (1792–1882), ⚭ Maria Eliza van den Heuvel (1795–1873)
            1. Alexander Hamilton (1815–1907), ⚭ Elizabeth Smith Nicoll (1819–1873)
              1. Reverend Alexander Hamilton (1847–1928), ⚭ Adele Walton Livermore (1849–1907)
                1. Anne Adele Walton Hamilton (1873–1898), ⚭ Gilva Burr Kellogg
                  1. Adele Spaulding Kellogg (* 1895)
                  2. Gilva Lawrence Kellogg (* 1897)

                2. Alma Elizabeth Hamilton (* 1877)
                3. Charlotte Maria Hamilton (1882–1907)
                4. Esther Livermore Hamilton (1884–1884)
                5. Alexander Schuyler Hamilton III (1886–1914)

              2. Henry Nicoll Hamilton (1849–1914), ⚭ Mary Amelia Fish (1857–1898)
                1. Katherine Nicoll Hamilton (1880–1957), ⚭ Theodore Ethelbert Terrell (1878–1969)
                2. Mary Hamilton (1886–1887)
                3. Henry Beekman Hamilton (1888–1981), ⚭ Dora L. Titus (1884–1924)
                  1. Edith M. Hamilton (1915–1987), ⚭ Crossett Morgan (1909–1983)
                  2. William T. Hamilton (* 1919)

                4. Philip Schuyler Hamilton (1891–1927)

              3. James Bowdoin Hamilton (1852–1853)
              4. Marie Elizabeth Hamilton (1855–1897), ⚭ Francis William Henderson (1825–1887)

            2. Charlotte Augusta Hamilton (1819–1896)
            3. John Cornelius Adrian Hamilton (1820–1879), ⚭ Angeline Romer (1816–1888)
              1. Edgar Augustus Hamilton (1841–1926), ⚭ I) Martha Ecob (1847–1884), ⚭ II) Carrie Rogers Tolfree (1844–1901)
                1. Edgar Laurens Hamilton (1872–1950)
                2. Grace Holmes Hamilton (1877–1931)
                3. Alexander Hamilton (1878–1890)
                4. Eleanor Ecob Hamilton (1881–1956)

              2. John Cornelius Leon Hamilton (1842–1919), ⚭ Sarah Francis Pugh (1843–1918)
                1. Frank Hamilton (1866–1946), ⚭ Minnie Haring (1867–1951)
                  1. William Haring Hamilton (1897–1934)

                2. Mary Schuyler Hamilton (1870–1941)
                3. Philip Lee Hamilton (1874–1947)
                4. John Church Hamilton (1885–1953), ⚭ Gladys L. Mayer (1897–1981)

            4. Schuyler Hamilton (1822–1903), ⚭ Cornelia Ray († 1867)
              1. Robert Ray Hamilton (1851–1890), ⚭ Evangeline L. Mann
              2. Schuyler Hamilton, Jr. (1853–1907), ⚭ I) Jane Bird Mercer (1867–1899), ⚭ II) Gertrude Van Cortlandt Wells (1849–1944)
                1. Violet Loring Hamilton (1882–1936), ⚭ Austin Sherwood Rothwell (1890–1941)
                2. Gertrude Ray Hamilton (1887–1961), ⚭ Paul Leavenworth McCulloch (1887–1962)
                3. Helena Van Wyck Hamilton (1888–1888)
                4. Lillian Gardiner Hamilton (1890–1890)

              3. Charles Althrop Hamilton (1858–1875)

            5. Mary Eliza Hamilton (1825–1887), ⚭ Charles Augustus Peabody (1814–1901)
            6. Charles Apthorpe Hamilton (1826–1901), ⚭ Julia F. Eliot (1828–1903)
              1. Julia A. Hamilton (1860–1876)

            7. Adelaide Hamilton (1830–1915)
            8. Elizabeth Hamilton (1831–1884), ⚭ I) Henry Wager Halleck (1815–1872), ⚭ II) George Washington Cullum (1809–1892)
              1. Henry Wager Hillock, Jr. (1856–1882)

            9. William Gaston Hamilton (1832–1913), ⚭ I) Helen Maria Pierson (1834–1893), ⚭ II) Charlotte Ross Jeffrey Pierson (1841–1904)
              1. William Pierson Hamilton (1869–1950), ⚭ I) Theodosia Sisson (1884–1941), II) Juliet Pierpont Morgan (1870–1952)
                1. Helen Morgan Hamilton (1896–1985), ⚭ I) Arthur Hale Woods (1870–1942), ⚭ II) Warren Randolph Burgess (1889–1978)
                  1. John Pierpont Woods (1918–2012)
                  2. Leonard Hamilton Woods
                  3. Alexandra Hamilton Woods
                  4. Caroline Frances Woods

                2. Pierpont Morgan Hamilton (1898–1982), ⚭ I) Marie Louise Blair (1899–1994), ⚭ II) Rebecca Sticky, ⚭ III) Norah Goldsmith Soutter
                  1. Philip Schuyler Hamilton (1920–2006)
                  2. David Hamilton
                  3. Ian Hamilton

                3. Laurens Morgan Hamilton (1900–1978), ⚭ Gertrude Malisch (* 1887)
                4. Alexander Morgan Hamilton (1903–1970), ⚭ I) Katherine Comly († 1975), ⚭ II) Elizabeth Malcolm Peltz Warburton Wanamaker (1905–1988)
                5. Elizabeth Schuyler Hamilton (1908–1919)

              2. Laurens Hamilton (1872–1897)
              3. Marie Van Den Heuvel Hamilton (1874–1942), ⚭ Charles Fearing Swan (1859–1926)

            10. Laurens Hamilton (1834–1858)
            11. Alice Hamilton (1838–1905)

          6. William Stephen Hamilton (1797–1850)
          7. Eliza Hamilton (1799–1859), ⚭ Sidney Augustus Holly (1802–1842)
          8. Philip Hamilton (1802–1884), ⚭ Rebecca McLane (1813–1893)
            1. Louis McLane Hamilton (1844–1868)
            2. Allan McLane Hamilton (1848–1919), ⚭ I) Florence Rutger Craig (1854–1925), ⚭ II) May Copeland Tomlinson (1870–1924)
              1. Louis McLane Hamilton (1876–1911)

      5. Walter Hamilton
      6. George Hamilton
      7. William Hamilton, ⚭ Jean Donald
      8. Joseph Hamilton
      9. Elizabeth Hamilton, ⚭ Alexander Blair

#### Hamiltons of Innerwick
1. Sir Alexander Hamilton of Ballencrieff and Innerwick († nach 1389), ⚭ Elizabeth Stewart; → Vorfahren siehe oben: Hamiltons of Cadzow
  1. Sir Archibald Hamilton of Ballencrieff and Innerwick († nach 1451), ⚭ Margaret Montgomerie
    1. Alexander Hamilton of Ballencrieff and Innerwick († um 1505), ⚭ Isobel Shaw
      1. Janet Hamilton, ⚭ John Crichton († 1536)
      2. Thomas Hamilton of Orchardfield and Priestfield († um 1537), Burgess of Edinburgh, ⚭ Margaret Cant
        1. Thomas Hamilton of Prestfield (⚔ 1547), Burgess of Edinburgh, ⚭ Elizabeth Leslie
          1. Sir Thomas Hamilton, Lord Priestfield († nach 1608), Richter am Court of Session, ⚭ I) Elizabeth Murray, ⚭ II) Elizabeth Heriot
            1. II) Sir Andrew Hamilton († 1634), Richter am Court of Session, ⚭ Jean Laing
            2. II) Sir John Hamilton († 1632), Richter am Court of Session, ⚭ Agnes Hamilton
              1. drei Töchter

            3. II) Sir Patrick Hamilton († 1662), ⚭ Elizabeth Macmorran
            4. II) General Alexander Hamilton († 1649)
            5. II) Christian Hamilton, ⚭ Sir Alexander Hamilton of Innerwick
            6. II) Thomas Hamilton, 1. Earl of Haddington (1563–1637), ⚭ I) Margaret Borthwick, ⚭ II) Margaret Foulis, ⚭ III) Julian Kerr; → Nachfahren siehe unten: Hamiltons of Haddington

          2. John Hamilton († 1610), Rektor an der Universität Paris

      3. Hugh Hamilton
        1. [...]
          1. Sir Alexander Hamilton of Innerwick († nach 1618)
            1. N.N.; → Nachfahren: Hamiltons of Innerwick
            2. Sir Claud Hamilton of Clonyn († vor 1618), ⚭ Jane Lauder
              1. Sir Francis Hamilton, 1. Baronet (of Killaugh) (vor 1610–1673), ⚭ I) Laetitia Coote, ⚭ II) Elizabeth Barlow
                1. I) Sir Charles Hamilton, 2. Baronet (of Killaugh) (1641–um 1689), ⚭ I) Catherine Sempill, ⚭ II) Penelope Haward
                  1. I) Sir Francis Hamilton, 3. Baronet (of Killaugh) (vor 1679–1714), ⚭ I) Catherine Montgomery, ⚭ II) Anne Hamilton
                    1. Frances Tweedy

              2. Claud Hamilton, ⚭ Anne Hamilton
                1. Anne Hamilton († 1719)

      4. John Hamilton
      5. Alexander Hamilton († nach 1503)

##### Hamiltons of Haddington
1. Thomas Hamilton, 1. Earl of Haddington (1563–1637), ⚭ I) Margaret Borthwick, ⚭ II) Margaret Foulis, ⚭ III) Julian Kerr; → Vorfahren siehe oben: Hamiltons of Innerwick
  1. I) Lady Christian Hamilton (um 1591–1646), ⚭ I) Robert Lindsay, 9. Lord Lindsay of the Byres († 1616), ⚭ II) Robert Boyd, 7. Lord Boyd (1595–1628)
  2. I) Lady Isabel Hamilton (1595/96–1665), ⚭ James Ogilvy, 1. Earl of Airlie (1586–1664/65)
  3. II) Lady Margaret Hamilton (1598–1652), ⚭ I) David Carnegie, Lord Carnegie († 1633), ⚭ II) James Johnstone, 1. Earl of Hartfell (1602–1653)
  4. II) Thomas Hamilton, 2. Earl of Haddington (1600–1640), ⚭ I) Lady Catherine Erskine, ⚭ II) Lady Jean Gordon
    1. I) Thomas Hamilton, 3. Earl of Haddington (1626–1645), ⚭ Henrietta de Coligny
    2. I) John Hamilton, 4. Earl of Haddington (1626–1669), ⚭ Lady Christian Lindsay
      1. Lady Margaret Hamilton († 1711), ⚭ John Hope of Hopetoun († 1682)
      2. Lady Helen Hamilton, ⚭ Sir William Anstruther, Lord Anstruther († 1711)
      3. Charles Hamilton, 5. Earl of Haddington (um 1650–1685), ⚭ Margaret Leslie, 8. Countess of Rothes († 1700)
        1. John Leslie, 9. Earl of Rothes (1675–1722), ⚭ Lady Jean Hay († 1731)
          1. John Leslie, 10. Earl of Rothes (1698–1767), ⚭ Hannah Howard († 1761)
            1. John Leslie, 11. Earl of Rothes (1744–1773), ⚭ Jane Maitland
            2. Jane Leslie, 12. Countess of Rothes (1750–1810), ⚭ I) George Evelyn-Glanville († 1810), ⚭ II) Sir Lucas Pepys, 1. Baronet († 1830)
            3. Lady Mary Leslie (1753–1799), ⚭ William Colyear, 3. Earl of Portmore († 1823)

        2. Colonel Charles Leslie († 1769)
          1. Thomas Leslie († 1772)

        3. Thomas Hamilton, 6. Earl of Haddington (1680–1735), ⚭ Helen Hope (um 1677–1768)
          1. Lady Margaret Hamilton († 1768)
          2. Lady Christian Hamilton († 1770), ⚭ Sir James Dalrymple, 2. Baronet
          3. Charles Hamilton, Lord Binning (1697–1732), Knight Marischal of Scotland, ⚭ Rachel Baillie († 1773)
            1. Grizel Hamilton († 1811), ⚭ Philip Stanhope, 2. Earl Stanhope (1714–1786)
            2. Thomas Hamilton, 7. Earl of Haddington (1721–1794), ⚭ I) Mary Holt, ⚭ II) Anne Gascoigne
              1. I) Charles Hamilton, 8. Earl of Haddington (1753–1828), ⚭ Lady Sophia Hope
                1. Thomas Hamilton, 9. Earl of Haddington (1780–1858), ⚭ Lady Maria Parker

              2. I) Hon. Thomas Hamilton (1758–1774)
              3. II) Lady Charlotte Hamilton (1793–1793)

            3. Hon. George Baillie of Jerviswoode and Mellerstain (um 1721–1797), ⚭ Eliza Andrews († 1799)
              1. Rachel Baillie
              2. George Baillie of Jerviswoode and Mellerstain (1763–1841), ⚭ Mary Pringle († 1865)
                1. Lady Georgina Baillie († 1859), ⚭ Henry Hepburne-Scott, 7. Lord Polwarth (1800–1867)
                2. Robert Baillie
                3. George Baillie-Hamilton, 10. Earl of Haddington (1802–1870), ⚭ Georgina Markham
                  1. Lady Mary Baillie-Hamilton (1825–1904), ⚭ Rev. Hon. Henry Douglas (1822–1907)
                  2. George Baillie-Hamilton-Arden, 11. Earl of Haddington (1827–1917), ⚭ Helen Warrender
                    1. Isabel Baillie-Hamilton († 1859)
                    2. Lady Ruth Baillie-Hamilton (1855–1941)
                    3. Brigadier-General George Baillie-Hamilton, Lord Binning (1856–1917), ⚭ Katharine Salting
                      1. Lady Helen Baillie-Hamilton (1893–1959), ⚭ Captain Hon. Henry O’Brien
                      2. George Baillie-Hamilton, 12. Earl of Haddington (1894–1986), ⚭ Sarah Cook
                        1. Lady Mary Baillie-Hamilton (* 1934), ⚭ I) John Bailey, ⚭ II) David Russell
                        2. John Baillie-Hamilton, 13. Earl of Haddington (1941–2016), ⚭ Susan Heyworth
                          1. George Baillie-Hamilton, Lord Binning (* 1985)
                          2. Lady Susan Baillie-Hamilton (* 1988)
                          3. Lady Isobel Baillie-Hamilton (* 1990)

                      3. Hon. Charles Baillie-Hamilton (1900–1939), ⚭ Wanda Holden

                    4. Lt. Hon. Richard Baillie-Hamilton (1858–1881)
                    5. Lady Grisell Baillie-Hamilton (1861–1957)
                    6. Captain Hon. Henry Baillie-Hamilton-Arden (1862–1949)
                    7. Lady Cecely Baillie-Hamilton (1868–1950)

                  3. Major Hon. Robert Baillie-Hamilton (1828–1891), ⚭ Mary Pringle
                  4. Lady Frances Baillie-Hamilton (1829–nach 1898)
                  5. Commander Hon. Henry Baillie-Hamilton (1832–1895), ⚭ Hon. Harriet Frances Scott
                    1. Georgina Baillie-Hamilton (1873–1873)
                    2. Helen Baillie-Hamilton (1874–1951), ⚭ Major George Baillie-Hamilton (1875–1934)
                    3. Amabel Baillie-Hamilton (1876–1947), ⚭ Reverend Charles Harland
                    4. Katherine Baillie-Hamilton (1879–1904)
                    5. Gena Baillie-Hamilton (1882–1959)
                    6. Margaret Ellinor Georgina Baillie-Hamilton (* 1885), ⚭ Alexander Kennedy

                  6. Rev. Hon. Arthur Baillie-Hamilton (1838–1910), ⚭ Alice Anne Baird
                    1. Margaret Baillie-Hamilton († 1940)

                  7. Lady Georgina Baillie-Hamilton (1839–1928), ⚭ Sir Harry Vernon, 1. Baronet († 1920)

                4. Lady Elizabeth Baillie (1803–1861), ⚭ John Campbell, 2. Marquess of Breadalbane (1796–1862)
                5. Hon. Charles Baillie, Lord Jerviswoode (1804–1879), ⚭ Hon. Ann Hepburne-Scott
                6. James Pringle Baillie (* 1806)
                7. Rev. Hon. John Baillie (1810–1888), Kanoniker in York ⚭ Cecilia Hawkins († 1903)
                  1. Beatrice Baillie († 1889), ⚭ Thomas Mackay
                  2. Hugh Baillie (1838–1923), ⚭ I) Sarah Heather, ⚭ II) Maria Wallace
                    1. I) John Baillie (* 1888)

                  3. Augusta Baillie (1840–1879), ⚭ Thomas Yorke
                  4. Reverend Thomas Baillie (1842–1917), ⚭ I) Ellen Gregson, ⚭ II) Violet Dunn
                    1. I) Edith Baillie († 1955), ⚭ I) Henry Satow, ⚭ II) Theo Buckworth
                    2. I) Richard Baillie (1869–1945), ⚭ Maud Gertrude Hadley
                      1. Brigadier John Hamilton-Baillie (1919–2003), ⚭ I) Lettice Pumphrey
                        1. Lt.-Col. Thomas Hamilton-Baillie (* 1948), ⚭ Marina von Senger und Etterlin
                          1. Isobel Hamilton-Baillie (* 1979)
                          2. Daisy Hamilton-Baillie (* 1982)
                          3. Cecily Hamilton-Baillie (* 1985)

                        2. Griselda Mary Hamilton-Baillie (* 1950), ⚭ William Kerr
                        3. John Lawrence Hamilton-Baillie (1954–1954)
                        4. Benjamin Hamilton-Baillie (* 1955), ⚭ Jennifer A. Hill
                          1. Laurence Hamilton-Baillie (* 1990)
                          2. Agnes Hamilton-Baillie (* 1992)

                        5. Katherine Maud Hamilton-Baillie (* 1957)

                    3. I) Cecilia Baillie (* 1871)
                    4. I) John Baillie (1872–1947), ⚭ Margaret Fellows
                    5. I) Katherine Baillie (* 1874), ⚭ Harold Hayes
                    6. I) Ellen Hamilton-Baillie (* 1877), ⚭ H. Weston
                    7. I) Robert Baillie (1878–1915)
                    8. I) Rachel Baillie (* 1880), ⚭ George Shield
                    9. I) Charles Baillie (1882–1973), ⚭ Dora Dunn-Smith
                      1. Barbara Baillie (1915–2000), ⚭ Maurice Brown
                      2. Robert Baillie (1919–1984), ⚭ Elizabeth Chernoff
                        1. Eve Baillie (* 1946), ⚭ John Sample
                        2. Angeline Baillie (* 1950), ⚭ Roy Derrick
                        3. Dexter Baillie (* 1958), ⚭ Kristin Bradford

                    10. I) Beatrice Baillie (* 1884), ⚭ Alberto Boccardo
                    11. I) Thomas Hamilton-Baillie (* 1885)
                      1. Thomas Hamilton-Baillie

                    12. II) Violet Baillie (* 1912), ⚭ Albert Chewett

                  5. Mary Baillie (1844–1927), ⚭ Reverend Walter Scott
                  6. Cecilia Baillie (1846–1914), ⚭ Henry Barstow
                  7. Louisa Baillie (1849–1867)
                  8. Katherine Baillie (1854–1938), ⚭ Walter Hepburne-Scott, 8. Lord Polwarth (1838–1920)

                8. Thomas Baillie (* 1811)
                9. Lady Mary Baillie (1814–1900), ⚭ George Hamilton-Gordon, 5. Earl of Aberdeen (1816–1864)
                10. Lady Katherine Charlotte Baillie (1819–1894), ⚭ Bertram Ashburnham, 4. Earl of Ashburnham (1797–1878)
                11. Grisell Baillie (1822–1891)

              3. Venerable Charles Baillie (1764–1820), Archdeacon of Cleveland, ⚭ Lady Charlotte Home († 1866)
                1. Charlotte Baillie († 1822), ⚭ Evan Baillie of Dochfour
                2. Eleanor Baillie († 1853), ⚭ Rev. Hon. William Hepburne-Scott
                3. Clementina Baillie († 1894), ⚭ Rt. Rev. Edward Denison
                4. Sir George Baillie (1798–1850), britischer Gesandter in Florenz
                5. Charles Baillie-Hamilton (1800–1865), ⚭ Lady Caroline Bertie
                  1. Caroline Baillie-Hamilton († 1854), ⚭ Comte Francis Caissot de Roubion († 1882)
                  2. Emily Baillie-Hamilton († 1904), ⚭ Conde Giorgio des Geneys
                  3. Peregrine Baillie-Hamilton (1823–1860), ⚭ Mary Way
                    1. Lesa Baillie-Hamilton
                    2. Reverend George Baillie-Hamilton (1851–1904), Vicar in Wolverton ⚭ Eliza Fry
                      1. Helen Baillie-Hamilton († 1929)
                      2. Edith Baillie-Hamilton († 1876), ⚭ James Crompton
                      3. Captain George Baillie-Hamilton († 1877), ⚭ I) Florence Robinson, ⚭ II) Katherine Pennicard
                        1. I) George Baillie-Hamilton (1909–1968), ⚭ Millicent Sopp
                          1. Ann Baillie-Hamilton (* 1947), ⚭ James Sheridan

                        2. II) Ella Baillie-Hamilton (* 1919), ⚭ Harry Thomas
                        3. II) Jean Baillie-Hamilton (* 1921), ⚭ Reginald Walker
                        4. II) David Baillie-Hamilton (* 1922), ⚭ Maud Schwenke

                      4. Aline Baillie-Hamilton (1879–1975)
                      5. Charles Baillie-Hamilton (1880–1916)
                      6. Arthur Baillie-Hamilton (* 1881), ⚭ Ida Harrison
                      7. Nora Baillie-Hamilton († 1883–1927), ⚭ Norman Bennett-Powell
                      8. Ethel Baillie-Hamilton (* 1885), ⚭ Lionel Scargill
                      9. Lucius Baillie-Hamilton1 (1886–1952)
                      10. Madeline Baillie-Hamilton (* 1888), ⚭ Arthur Jones
                      11. Patrick Baillie-Hamilton (1890–1973), ⚭ I) Elizabeth Nation, ⚭ II) Elizabeth Burden

                6. Admiral William Baillie-Hamilton (1803–1881), ⚭ Lady Harriet Hamilton (1812–1884)
                  1. Harriet Baillie-Hamilton († 1920), ⚭ Henry King
                  2. Laura Frances Baillie-Hamilton († 1922), ⚭ Surgn.-Lt.-Col. Ralph Gooding
                  3. George Baillie-Hamilton (1837–1840)
                  4. Sir William Baillie-Hamilton (1844–1920), ⚭ Mary Aynscombe Mossop
                    1. Major George Baillie-Hamilton (1875–1934), ⚭ Helen Baillie-Hamilton (1874–1951)
                    2. Major Walter Baillie-Hamilton (1880–1953)

                  5. Charles Baillie-Hamilton (1848–1927)
                  6. James Baillie-Hamilton (1850–1921), ⚭ Lady Evelyn Campbell (1855–1940)

                7. Ker Baillie-Hamilton (1804–1889), ⚭ Emma Blair
                  1. Florence Baillie-Hamilton († 1899), ⚭ Colonel Frederic Bayly
                  2. Emma Baillie-Hamilton († 1924), ⚭ Lt.-Col. Alfred Cranmer-Byng
                  3. Clementina Baillie-Hamilton (1839–1929), ⚭ Thomas Powys, 4. Baron Lilford (1833–1896)

                8. Thomas Baillie (1805–1838), ⚭ Anne Maria Reynolds
                9. Gerard Baillie (1808–1886), ⚭ Augusta Morshead
                  1. John Buchanan-Baillie-Hamilton (1837–1908), ⚭ Catherine Buchanan
                    1. Elizabeth Buchanan-Baillie-Hamilton (1869–1962)
                    2. Nannie Buchanan-Baillie-Hamilton (1871–1921)
                    3. Alexander Buchanan-Baillie-Hamilton (1872–1872)
                    4. John Buchanan-Baillie-Hamilton (1874–1957), ⚭ Bridget Everitt Baker
                      1. John Baillie-Hamilton of Arnprior (1926–2009), ⚭ Hon. Caroline Barrie
                        1. John Baillie-Hamilton of Arnprior (* 1958), ⚭ Paula Hickman
                          1. Angus Baillie-Hamilton (* 1996)
                          2. Bruce Baillie-Hamilton (* 1997)
                          3. Lucy Buchanan Baillie-Hamilton (* 2001)
                          4. Rory Buchanan Baillie-Hamilton (* 2003)

                        2. Alexander Baillie-Hamilton (* 1963), ⚭ Sasha Barttelot
                          1. Molly Baillie-Hamilton (* 2014)

                      2. James Buchanan-Baillie-Hamilton (* 1927), ⚭ Prudence Wykeham-Musgrave
                        1. Jane Buchanan-Baillie-Hamilton (* 1955), ⚭ Alastair Dickson
                        2. Charles Buchanan-Baillie-Hamilton (* 1957), ⚭ Sandy J. Richford
                          1. Sophie Buchanan-Baillie-Hamilton (* 1998)
                          2. Georgie Buchanan-Baillie-Hamilton (* 1999)

                        3. Sally Buchanan-Baillie-Hamilton (* 1961), ⚭ James Kidner
                        4. Simon Buchanan-Baillie-Hamilton (* 1963), ⚭ Emma Wallis
                          1. Alice Baillie-Hamilton (* 2005)
                          2. Oliver Baillie-Hamilton (* 2009)
                          3. Tessa Baillie-Hamilton (* 2009)

                      3. Alexander Buchanan-Baillie-Hamilton (* 1932), ⚭ Lilia Peter
                        1. Fiona Buchanan-Baillie-Hamilton (* 1966)
                        2. Alexandra Buchanan-Baillie-Hamilton (* 1969)

                    5. Arthur Buchanan-Baillie-Hamilton (1876–1915), ⚭ Ina McNeil
                    6. Captain Morshead Buchanan-Baillie-Hamilton (1878–1937)
                    7. Colonel Neil Buchanan-Baillie-Hamilton (1880–1943)
                    8. Grisell Buchanan-Baillie-Hamilton (1886–1978)

                  2. Thomas Baillie (1844–1880), ⚭ Emily Finn
                    1. Augusta Emmeline Baillie (1878–1957), ⚭ Major Arthur Willcocks

                  3. George Gustavus Baillie (1847–1932), ⚭ Helen Price
                    1. George Baillie (1883–1929), ⚭ Nita Mackay

                10. Admiral Cospatrick Baillie-Hamilton (1817–1892), ⚭ Mary Grove
                  1. Charlotte Elizabeth Baillie-Hamilton († 1931), ⚭ Richard Seymour
                  2. Mary Baillie-Hamilton († 1923), ⚭ Reverend Spencer Hamilton-Spencer-Smith

            4. Rachel Hamilton (vor 1727–1797)
            5. Lt.-Col. Charles Hamilton (1727–1806), Gouverneur von Blackness Castle

          4. Hon. John Hamilton (um 1697–1779), Rechtsanwalt, ⚭ Margaret Home († 1772)
            1. Catherine Hamilton († 1823), ⚭ Sholto Douglas, 15. Earl of Morton (1732–1774)
            2. Margaret Hamilton, ⚭ James Buchanan of Drumpellier
            3. Mary Hamilton († 1803), ⚭ Sir John Halkett, 4. Baronet († 1772)
            4. Helen Hamilton (um 1738–1802), ⚭ Dunbar Douglas, 4. Earl of Selkirk (1722–1799)

      4. Lady Susanna Hamilton (* 1657), ⚭ Adam Cockburn, Lord Ormiston (um 1655–1725)

    3. II) Lady Margaret Hamilton (* 1641), ⚭ John Keith, 1. Earl of Kintore († 1715)

  5. II) Sir James Hamilton (um 1601–1666), ⚭ Anna Hepburn
  6. II) Sir John Hamilton (1605–1637), ⚭ Katherine Peebles
  7. II) Lady Jean Hamilton (1607–1642), ⚭ John Kennedy, 6. Earl of Cassillis († 1668)
  8. III) Robert Hamilton (1615–1640)